# لیگ برتر فوتبال انگلستان ۲۱–۲۰۲۰
لیگ برتر فوتبال انگلستان ۲۱–۲۰۲۰ بیست و نهمین دوره از مسابقات لیگ برتر، بالاترین سطح از فوتبال حرفه‌ای انگلیس است. باشگاه لیورپول که در فصل قبل نوزدهمین عنوان قهرمانی خود در تاریخ لیگ و اولین در دوران لیگ برتر را به دست آورد، به عنوان مدافع قهرمانی پا به عرصه رقابت‌های این فصل گذاشت. در ابتدا قرار بود این فصل در ۸ اوت آغاز شود، اما در نتیجه تعویق رقابت‌های فصل گذشته به دنبال همه‌گیری ویروس کرونا به ۱۲ سپتامبر موکول شد. منچسترسیتی قهرمان این فصل از رقابت‌ها شد.
مقرر شده بود تا این فصل از لیگ برتر، دومین فصلی باشد که ماه فوریه را با تعطیلات نیم فصل سپری می‌کند، با این حال، به دلیل شروع دیرهنگام لیگ و فشردگی مسابقات، تعطیلات زمستانی کنار گذاشته شد. همچنین این دومین فصل از لیگ برتر است که از VAR در آن استفاده می‌شود. مانند هفته‌های پایانی در فصل گذشته، بازی‌ها بدون حضور هواداران یا با حضور محدود آنها در کنار عوامل فنی و مربیگری تیم‌ها برگزار می‌شود. در ۲۳ نوامبر ۲۰۲۰، اعلام شد که در پایان قرنطینه کشوری در ۲ دسامبر ۲۰۲۰، در مناطق کم خطر برخی از هواداران مجاز به بازگشت به ورزشگاه‌ها  هستند.

## خلاصه فصل

### تاثیر شیوع کووید-۱۹ بر فصل
در آغاز فصل، همچون روزهای انتهایی در فصل گذشته، رقابت‌ها با حضور محدود یا بدون حضور تماشاگران برگزار شد و جز کارکنان و پرسنل هر تیم، کسی حق ورود به ورزشگاه را نداشت. در ۲۳ نوامبر ۲۰۲۰، اعلام شد که با پایان یافتن دومین قرنطینه ملی در ۲ دسامبر ۲۰۲۰، برخی از هواداران اجازه خواهند داشت تا در مناطق کم خطر به ورزشگاه‌ها برگردند. با این حال، در ۴ ژانویه ۲۰۲۱، سومین قرنطینه ملی اعلام شد و این یعنی مسابقات باید بار دیگر با صندلی‌های خالی از تماشاگر برگزار می‌شد.
در ۲۲ فوریه ۲۰۲۱، نخست وزیر انگلستان، بوریس جانسون اعلام کرد که در گام سوم بازیابی از قرنطینه اعمال شده در ۴ ژانویه و با رعایت معیارهایی خاص در مورد واکسن‌ها، نرخ عفونت و انواع جدید ویروس کرونا در هر منطقه، ورزشگاه‌های بزرگ فوتبال از ۱۷ مه و با حداکثر ۱۰٬۰۰۰ تماشاگر یا ۲۵ درصد از ظرفیت ورزشگاه‌؛ هر کدام که بیشتر است، مجاز به بازگشایی مجدد خواهند بود. با این نوید، هفته نهایی مسابقات که برای ۲۳ مه برنامه‌ریزی شده بود، در حضور تماشاگران برگزار می‌شد. برای اطمینان از اینکه همه باشگاه‌ها آخرین بازی خانگی خود را در مقابل هوادارانشان انجام می‌دهند، تاریخ برگزاری هفته ماقبل آخر بازی‌ها تغییر کرد و برای ۱۸ تا ۱۹ مه زمان‌بندی شدند. هواداران تیم مهمان، مجاز به حضور در ورزشگاه نبودند.

### خلاصه فصل
فصل ۲۱–۲۰۲۰ در روز شنبه ۱۲ سپتامبر و تنها هفت هفته پس از پایان فصل ۲۰–۲۰۱۹ آغاز شد. لیورپول در فصل گذشته، نوزدهمین قهرمانی خود در لیگ را  به دست آورده بود که اولین آنها در دوران لیگ برتر بود و در ردای مدافع عنوان قهرمانی پا به فصل جدید گذاشت. همانطور که در اصل برنامه‌ریزی شده بود، فصل ۲۱–۲۰۲۰ قرار بود دومین فصل از لیگ برتر با تعطیلات نیم‌فصل در فوریه باشد و بر این اساس پنج بازی از یک هفته از لیگ در آخر یک هفته و پنج بازی باقی‌مانده در آخر هفته بعد برگزار می‌شد. با این حال، به دلیل شروع دیرهنگام لیگ و تراکم برنامه‌ها، تعطیلات زمستانی لغو شد. همچنین این دومین فصل از لیگ برتر بود که در آن از کمک داور ویدئویی استفاده می‌شد.

#### رقابت برای قهرمانی
آرسنال، لستر، اورتون، لیورپول و ساوت‌همپتون تیم‌هایی بودند که در ماه‌های ابتدایی فصل، رتبه‌های برتر جدول را در قبضه خود داشتند و تا اوایل نوامبر، همگی جایگاه اول را تجربه کردند. در این مرحله، شش تیم برتر جدول، تنها سه امتیاز از هم فاصله داشتند. در اواخر همان ماه، تاتنهام هاتسپر ششمین تیمی شد که صدرنشینی را تجربه کرد، اما در اواسط دسامبر و پس از پیروزی ۲–۱ لیورپول مقابل تاتنهام در آنفیلد، خانه اول جدول بار دیگر به رنگ قرمز درآمد. لیورپول توانست با پیروزی ۷–۰ در خانه کریستال پالاس، تا کریسمس فاصله‌اش را با تعقیب‌کنندگانش به ۵ امتیاز افزایش دهد.

#### لیورپول؛ ناامیدکننده در خانه
در سال جدید، لیورپول نشانی از یک مدعی نداشت و با عملکردی ناامیدکننده، حتی در اوایل مارس تا جایگاه هشتم سقوط کرد. در هفته نوزدهم با یک گل مقابل برنلی شکست خورد که پایانی بر رکورد ۶۹ بازی بدون شکست آنها در خانه بود. این شکست، آغاز شش شکست دیگر مقابل برایتون، منچستر سیتی، اورتون، چلسی و فولام در هفته‌های بعد بود. در اواسط ژانویه، منچستر یونایتد با پیروزی ۱–۰ در خانه برنلی پیشتاز لیگ شد، اما در پایان همان ماه، منچسترسیتی با پیروزی ۵–۰ در برابر وست برومویچ و شکست همزمان ۲–۱ منچستریونایتد در خانه مقابل شفیلد، رده نخست را از دستان همشهری‌اش ربود.

#### منچستر سیتی قهرمان
منچستر سیتی با ۱۵ پیروزی متوالی، باقی فصل را به عنوان تنها صدرنشین لیگ سپری کرد و از خانه اول جدا نشد و بعد از پیروزی ۴–۱ مقابل ولورهمپتون در ۲ مارس، فاصله‌اش را با منچستریونایتد در رده دوم به ۱۵ امتیاز رساند. در ۱۲ مه ۲۰۲۱ و پس از شکست خانگی منچستر یونایتد مقابل لستر، عنوان قهرمانی منچستر سیتی با سه بازی مانده تا پایان فصل مسجل شد. این پنجمین قهرمانی سیتیزن‌ها در دوران لیگ برتر، هفتمین آنها در سطح برتر لیگ‌های انگلیس و همچنین سومین آنها در چهار فصل گذشته بود.

#### سهمیه‌های لیگ قهرمانان اروپا
دو سهمیه باقی‌مانده را برای حضور در لیگ قهرمانان اروپا، لیورپول و چلسی گرفتند. اگرچه، ده هفته مانده تا پایان فصل، لیورپول در خانه هشتم بود، اما با ثبت هشت برد در ده بازی آخر، از جمله پیروزی دقیقه ۹۵ مقابل وست برومویچ آلبیون با گلزنی الیسون، توانستند تا رده سوم صعود کنند و برای پنجمین فصل متوالی واجد شرایط شرکت در لیگ قهرمانان شوند. چلسی، تحت هدایت فرانک لمپارد شروع سختی داشت. در ژانویه و در حالیکه تیم در رده نهم ایستاده بود، لمپارد اخراج و توماس توخل جایگزینش شد. عملکرد آبی‌ها با توخل بهبود یافت و علیرغم شکست هفته آخر مقابل استون ویلا، دومین فصل متوالی را در جمع چهارم تیم برتر تمام کردند. با این حال، توخل، دستاورد بزرگتری برایشان داشت و یک هفته بعد، در سومین فینال تمام انگلیسی لیگ قهرمانان اروپا، منچستر سیتی را با تک‌گل هاورتس در نیمه اول شکست دادند و برای دومین بار قهرمان این رقابت‌ها شدند.

#### سهمیه‌های لیگ اروپا
لستر فصل موفقی را پشت سر گذاشت و بیشتر فصل را در جمع چهار تیم برتر لیگ قرار داشت، اما سه شکست در چهار بازی پایانی، از جمله شکست روز آخر مقابل تاتنهام در خانه، برای دومین فصل متوالی رده پنجم را نصیبشان کرد. وستهامی که در فصل گذشته به زحمت از سقوط اجتناب کرده بود، این فصل را در رده ششم تمام کرد که بهترین عملکردشان از فصل ۹۹–۱۹۹۸ بود و شگفتی بسیاری را برانگیخت. هر دو باشگاه جواز حضور در مرحله گروهی لیگ اروپا را برای فصل بعد به دست آوردند.
علیرغم اینکه تاتنهام در ماه نوامبر صدرنشین جدول بود، اما از دسامبر به بعد نتایج ضعیفی را ثبت کرد. در آوریل و در حالیکه تیم در رده هفتم قرار داشت، ژوزه مورینیو برکنار و رایان میسون، موقتا برای بقیه فصل سرمربی شد. میسون نتوانست موقعیت باشگاه را بهبود ببخشد و لیگ برای آنها در همان رده هفتم تمام شد که پایین‌ترین رتبه آنها از فصل ۰۹–۲۰۰۸ بود، اما واجد شرایط حضور در لیگ کنفرانس اروپا شدند. رقیب دیرینه‌ی آنها در شمال لندن، آرسنال، فصل بدتری را از سر گذراند. هشت شکست در ۱۴ بازی اولشان، باعث شد تا درست قبل از کریسمس در رده پانزدهم قرار گیرند و حتی خطر سقوط را در یکی قدمی خود می‌دیدند. توپچی‌ها نهایتا با کسب امتیازات کافی از نیمه انتهایی جدول فاصله گرفتند، اما ناهماهنگی، همچنان گریبانشان را گرفته بود. سرآخر، تنها توانستند برای دومین فصل متوالی در رده هشتم قرار بگیرند و برای اولین بار از فصل ۹۵–۱۹۹۴، نتوانستند به رقابت‌های اروپایی راه پیدا کنند.

#### عرصه سقوط
در ۱۷ آوریل ۲۰۲۱، پس از شکست ۱–۰ در خانه ولورهمپتون و در حالی که شش بازی تا انتهای فصل مانده بود، دوره دو ساله حضور شفیلد در لیگ برتر پایان یافت و به عنوان اولین تیم به چمپیونشیپ سقوط کرد. در ۹ مه ۲۰۲۱ و با سه بازی مانده تا پایان فصل، وست برومویچ با شکست ۳–۱ در خانه آرسنال، پس از یک فصل حضور در لیگ برتر، بلافاصله به چمپیونشیپ بازگشت. در ۱۰ مه ۲۰۲۱ و پس از شکست خانگی ۲–۰ مقابل برنلی با سه بازی باقی مانده تا پایان فصل، فولام سومین و آخرین تیمی بود که به دسته دوم سقوط کرد و مانند آلبیونز بلافاصله پس از یک فصل حضور در لیگ برتر به چمپیونشیپ بازگشت. این اولین بار در دوران لیگ برتر بود که هر سه تیم سقوط کرده، در حالیکه بیش از دو بازی تا پایان فصل باقی مانده بود، سقوط کردند. لیدز به عنوان سومین تیم صعودکننده در این فصل، با ۵۹ امتیاز کارش را در رده نهم تمام کرد که پس از ۶۶ امتیاز ایپسویچ تاون در فصل ۰۱–۲۰۰۰، بالاترین امتیاز کسب شده توسط یک تیم تازه صعود کرده بود.

## تیم‌ها
بیست تیم در لیگ با یکدیگر رقابت کردند. هفده تیم بالای جدول از فصل قبل و ۳ تیم صعود کرده از دسته چمپیونشیپ. تیم‌های صعود کرده عبارتند از فولام، وست برومویچ آلبیون و لیدزیونایتد که جایگزین تیم‌های سقوط کرده از فصل ۲۰–۲۰۱۹، واتفورد  و بورنموث (پس از پنج سال حضور در لیگ برتر) و نوریچ سیتی (پس از یک سال در برترین سطح از فوتبال انگلستان) شدند.

### تغییرات تیم‌ها
| رتبه | سقوط از لیگ برتر ۲۰–۲۰۱۹ |
| ---- | ------------------------ |
| ۱۸.  | بورنموث                  |
| ۱۹.  | واتفورد                  |
| ۲۰.  | نوریچ سیتی               |

| رتبه  | صعود از چمپیونشیپ ۲۰–۲۰۱۹ |
| ----- | ------------------------- |
| ۱.    | لیدز یونایتد              |
| ۲.    | وست برومویچ آلبیون        |
| صعود. | فولام                     |

### تعداد تیم‌ها براساس شهرستان
| شهرستان      | تعداد | تیم(ها)                                                             |
| ------------ | ----- | ------------------------------------------------------------------- |
| لندن بزرگ    | ۶     | آرسنال، چلسی، کریستال پالاس، فولام، تاتنهام هاتسپر و وستهام یونایتد |
| میدلندز غربی | ۳     | استون ویلا، وست برومویچ آلبیون و ولورهمپتون واندررز                 |
| منچستر بزرگ  | ۲     | منچستر سیتی و منچستر یونایتد                                        |
| مرزیساید     | ۲     | اورتون و لیورپول                                                    |
| همپشر        | ۱     | ساوت‌همپتون                                                          |
| لانکاشایر    | ۱     | برنلی                                                               |
| لسترشر       | ۱     | لستر سیتی                                                           |
| ساسکس شرقی   | ۱     | برایتون اند هوو آلبیون                                              |
| تاین و ور    | ۱     | نیوکاسل یونایتد                                                     |
| یورک‌شر غربی  | ۱     | لیدز یونایتد                                                        |
| یورک‌شر جنوبی | ۱     | شفیلد یونایتد                                                       |

### ورزشگاه‌ها و موقعیت تیم‌ها
| تیم                                  | موقعیت            | ورزشگاه                | ظرفیت  | عملکرد ۲۰–۲۰۱۹    |
| ------------------------------------ | ----------------- | ---------------------- | ------ | ----------------- |
| باشگاه فوتبال آرسنال                 | لندن (هالووی)     | ورزشگاه امارات         | ۶۰٬۲۶۰ | ۸ام               |
| باشگاه فوتبال وست برومویچ آلبیون     | وست برومویچ       | ورزشگاه هاوتورنز       | ۲۶٬۸۵۰ | صعود از چمپیونشیپ |
| باشگاه فوتبال برایتون اند هوو آلبیون | برایتون اند هوو   | ورزشگاه فالمر          | ۳۰٬۶۶۶ | ۱۵ام              |
| باشگاه فوتبال برنلی                  | برنلی             | ورزشگاه تارف مور       | ۲۱٬۹۴۴ | ۱۰ام              |
| باشگاه فوتبال لیدز یونایتد           | لیدز              | ورزشگاه الاند رود      | ۳۸٬۳۰۴ | صعود از چمپیونشیپ |
| باشگاه فوتبال چلسی                   | لندن (فولام)      | ورزشگاه استمفورد بریج  | ۴۰٬۸۵۳ | ۴ام               |
| باشگاه فوتبال کریستال پالاس          | لندن (سلهرست)     | ورزشگاه سلهارست پارک   | ۲۶٬۰۷۴ | ۱۴ام              |
| باشگاه فوتبال اورتون                 | لیورپول (والتون)  | ورزشگاه گودیسون پارک   | ۳۹٬۲۲۱ | ۱۲ام              |
| باشگاه فوتبال استون ویلا             | بیرمنگام          | ورزشگاه ویلا پارک      | ۴۲٬۰۰۰ | ۱۷ام              |
| باشگاه فوتبال شفیلد یونایتد          | شفیلد             | ورزشگاه برامال لین     | ۳۲٬۷۰۲ | ۹ام               |
| باشگاه فوتبال لستر سیتی              | لستر              | ورزشگاه کینگ‌پاور       | ۳۲٬۲۷۳ | ۵ام               |
| باشگاه فوتبال لیورپول                | لیورپول (آنفیلد)  | ورزشگاه آنفیلد         | ۵۴٬۰۷۴ | قهرمان            |
| باشگاه فوتبال منچستر سیتی            | منچستر            | ورزشگاه شهر منچستر     | ۵۵٬۰۱۷ | نایب‌قهرمان        |
| باشگاه فوتبال منچستر یونایتد         | ترافورد           | ورزشگاه الدترافورد     | ۷۴٬۸۷۹ | سوم               |
| باشگاه فوتبال نیوکاسل یونایتد        | نیوکاسل           | ورزشگاه سنت جیمز پارک  | ۵۲٬۳۵۴ | ۱۳ام              |
| باشگاه فوتبال ساوت‌همپتون             | ساوت‌همپتون        | ورزشگاه سنت مریز       | ۳۲٬۳۸۴ | ۱۱ام              |
| باشگاه فوتبال تاتنهام هاتسپر         | لندن              | ورزشگاه تاتنهام هاتسپر | ۹۰٬۰۰۰ | ۶ام               |
| باشگاه فوتبال فولام                  | فولام             | ورزشگاه کریون کاتج     | ۱۹٬۰۰۰ | صعود از چمپیونشیپ |
| باشگاه فوتبال وستهام یونایتد         | لندن (استراتفورد) | ورزشگاه المپیک لندن    | ۶۰٬۰۰۰ | ۱۶ام              |
| باشگاه فوتبال ولورهمپتون واندررز     | ولورهمپتون        | ورزشگاه مالینیو        | ۳۲٬۰۵۰ | ۷ام               |

### پرسنل و لباس تیم‌ها
| تیم            | سرمربی              | کاپیتان             | تولیدکننده لباس | حامی مالی لباس (سینه)         | حامی مالی لباس (آستین) |
| -------------- | ------------------- | ------------------- | --------------- | ----------------------------- | ---------------------- |
| آرسنال         | میکل آرتتا          | پیر امریک اوبامیانگ | آدیداس          | Emirates                      | Visit Rwanda           |
| استون ویلا     | دین اسمیت           | جک گریلیش           | کاپا            | Cazoo                         | LT                     |
| برایتون        | گراهام پاتر         | لوئیس دانک          | نایکی           | American Express              | SnickersUK.com         |
| برنلی          | شان دایچ            | بن می               | آمبرو           | LoveBet                       | LoveBet                |
| چلسی           | فرانک لمپارد        | سزار آزپیلیکوئتا    | نایکی           | Three                         | Hyundai                |
| کریستال پالاس  | روی هاجسون          | لوکا میلیوویویچ     | پوما            | W88                           | Iqoniq                 |
| اورتون         | کارلو آنچلوتی       | شیموس کولمن         | هومل            | Cazoo                         | TBA                    |
| فولام          | اسکات پارکر         | تام کارینی          | آدیداس          | BetVictor                     |                        |
| لیدز یونایتد   | مارچلو بیلسا        | لیام کوپر           | آدیداس          | SBOTOP                        | JD Sports              |
| لسترسیتی       | برندان راجرز        | وس مورگان           | آدیداس          | Tourism Authority of Thailand | Bia Saigon             |
| لیورپول        | یورگن کلوپ          | جوردن هندرسون       | نایکی           | Standard Chartered            | Expedia                |
| منچسترسیتی     | پپ گواردیولا        | فرناندینیو          | پوما            | Etihad Airways                | Nexen Tire             |
| منچستر یونایتد | اوله گونر سولشر     | هری مگوایر          | آدیداس          | Chevrolet                     | Kohler                 |
| نیوکاسل        | استیو بروس          | جمال لسلز           | پوما            | FUN88                         | ICM.com                |
| شفیلد یونایتد  | کریس ویلدر          | بیلی شارپ           | آدیداس          | Union Standard Group          | Union Standard Group   |
| ساوت‌همپتون     | رالف هازنهوتل       | جیمز وارد پروس      | آندر آرمور      | Sportsbet.io                  | Virgin Media           |
| تاتنهام        | ژوزه مورینیو        | هوگو لوریس          | نایکی           | AIA                           |                        |
| وست برومویچ    | اسلاون بیلیچ        | جیک لیورمور         | پوما            | Ideal Boilers                 | 12BET                  |
| وستهام         | دیوید مویس          | مارک نوبل           | آمبرو           | Betway                        | Scope Markets          |
| ولورهمپتون     | نونو اسپیریتو سانتو | کونر کودی           | آدیداس          | ManBetX                       | Aeroset                |

### تغییرات سرمربیان
| تیم                | مربی خروجی   | علت خروج    | تاریخ خروج     | رتبه در جدول | مربی ورودی          | تاریخ انتصاب   |
| ------------------ | ------------ | ----------- | -------------- | ------------ | ------------------- | -------------- |
| وست برومویچ آلبیون | اسلاون بیلیچ | اخراج       | ۱۶ دسامبر ۲۰۲۰ | ۱۹ام         | سم الردایس          | ۱۶ دسامبر ۲۰۲۰ |
| چلسی               | فرانک لمپارد | اخراج       | ۲۵ ژانویه ۲۰۲۱ | ۹ام          | توماس توخل          | ۲۶ ژانویه ۲۰۲۱ |
| شفیلد یونایتد      | کریس وایلدر  | توافق طرفین | ۱۳ مارس ۲۰۲۱   | ۲۰ام         | پل هکینگباتم (موقت) | ۱۳ مارس ۲۰۲۱   |
| تاتنهام            | ژوزه مورینیو | اخراج شد    | ۱۹ آوریل ۲۰۲۱  | ۷ام          | رایان میسون (موقت)  | ۱۹ آوریل ۲۰۲۱  |

## جدول لیگ و نتایج

### جدول لیگ
| رتبه           | تیم             | امتیاز | بازی | پ. | ت. | ش. | گ.ز. | گ.خ. | ت.گ. | توضیحات |
| -------------- | --------------- | ------ | ---- | -- | -- | -- | ---- | ---- | ---- | --- |
| ۱.             | منچسترسیتی      | ۸۶     | ۳۸   | ۲۷ | ۵  | ۶  | ۸۳   | ۳۲   | +۵۱  | قوانین جدول رده‌بندی: ۱: امتیازات ۲: تفاضل گل ۳: گل‌های زده ۴: اگر قهرمان، تیم‌های سقوط کرده یا تیم‌های واجد شرایط برای حضور در مسابقات اروپایی را نمی‌توان با قوانین ۱ تا ۳ تعیین کرد، قوانین ۱٫۴ تا ۳٫۴ اعمال می‌شود: • ۱٫۴: امتیازات به دست آمده در رقابت رو در رو این تیم‌ها • ۲٫۴: گل‌های خارج از خانه در رقابت رو در روی این تیم‌ها • ۳٫۴: بازی‌های پلی‌آف صعود و سقوط کسب سهمیه حضور در مرحله گروهی لیگ قهرمانان اروپا ۲۲–۲۰۲۱ کسب سهمیه حضور در مرحله گروهی لیگ اروپا ۲۲–۲۰۲۱ کسب سهمیه حضور در مرحله پلی‌آف لیگ کنفرانس اروپا ۲۲–۲۰۲۱ سقوط به چمپیونشیپ ۲۲–۲۰۲۱ |
| ۲.             | منچستریونایتد   | ۷۴     | ۳۸   | ۲۱ | ۱۱ | ۶  | ۷۳   | ۴۴   | +۲۹  | قوانین جدول رده‌بندی: ۱: امتیازات ۲: تفاضل گل ۳: گل‌های زده ۴: اگر قهرمان، تیم‌های سقوط کرده یا تیم‌های واجد شرایط برای حضور در مسابقات اروپایی را نمی‌توان با قوانین ۱ تا ۳ تعیین کرد، قوانین ۱٫۴ تا ۳٫۴ اعمال می‌شود: • ۱٫۴: امتیازات به دست آمده در رقابت رو در رو این تیم‌ها • ۲٫۴: گل‌های خارج از خانه در رقابت رو در روی این تیم‌ها • ۳٫۴: بازی‌های پلی‌آف صعود و سقوط کسب سهمیه حضور در مرحله گروهی لیگ قهرمانان اروپا ۲۲–۲۰۲۱ کسب سهمیه حضور در مرحله گروهی لیگ اروپا ۲۲–۲۰۲۱ کسب سهمیه حضور در مرحله پلی‌آف لیگ کنفرانس اروپا ۲۲–۲۰۲۱ سقوط به چمپیونشیپ ۲۲–۲۰۲۱ |
| ۳.             | لیورپول         | ۶۹     | ۳۸   | ۲۰ | ۹  | ۹  | ۶۸   | ۴۲   | +۲۶  | قوانین جدول رده‌بندی: ۱: امتیازات ۲: تفاضل گل ۳: گل‌های زده ۴: اگر قهرمان، تیم‌های سقوط کرده یا تیم‌های واجد شرایط برای حضور در مسابقات اروپایی را نمی‌توان با قوانین ۱ تا ۳ تعیین کرد، قوانین ۱٫۴ تا ۳٫۴ اعمال می‌شود: • ۱٫۴: امتیازات به دست آمده در رقابت رو در رو این تیم‌ها • ۲٫۴: گل‌های خارج از خانه در رقابت رو در روی این تیم‌ها • ۳٫۴: بازی‌های پلی‌آف صعود و سقوط کسب سهمیه حضور در مرحله گروهی لیگ قهرمانان اروپا ۲۲–۲۰۲۱ کسب سهمیه حضور در مرحله گروهی لیگ اروپا ۲۲–۲۰۲۱ کسب سهمیه حضور در مرحله پلی‌آف لیگ کنفرانس اروپا ۲۲–۲۰۲۱ سقوط به چمپیونشیپ ۲۲–۲۰۲۱ |
| ۴.             | چلسی            | ۶۷     | ۳۸   | ۱۹ | ۱۰ | ۹  | ۵۸   | ۳۶   | +۲۲  | قوانین جدول رده‌بندی: ۱: امتیازات ۲: تفاضل گل ۳: گل‌های زده ۴: اگر قهرمان، تیم‌های سقوط کرده یا تیم‌های واجد شرایط برای حضور در مسابقات اروپایی را نمی‌توان با قوانین ۱ تا ۳ تعیین کرد، قوانین ۱٫۴ تا ۳٫۴ اعمال می‌شود: • ۱٫۴: امتیازات به دست آمده در رقابت رو در رو این تیم‌ها • ۲٫۴: گل‌های خارج از خانه در رقابت رو در روی این تیم‌ها • ۳٫۴: بازی‌های پلی‌آف صعود و سقوط کسب سهمیه حضور در مرحله گروهی لیگ قهرمانان اروپا ۲۲–۲۰۲۱ کسب سهمیه حضور در مرحله گروهی لیگ اروپا ۲۲–۲۰۲۱ کسب سهمیه حضور در مرحله پلی‌آف لیگ کنفرانس اروپا ۲۲–۲۰۲۱ سقوط به چمپیونشیپ ۲۲–۲۰۲۱ |
| ۵.             | لستر سیتی       | ۶۶     | ۳۸   | ۲۰ | ۶  | ۱۲ | ۶۸   | ۵۰   | +۱۸  | قوانین جدول رده‌بندی: ۱: امتیازات ۲: تفاضل گل ۳: گل‌های زده ۴: اگر قهرمان، تیم‌های سقوط کرده یا تیم‌های واجد شرایط برای حضور در مسابقات اروپایی را نمی‌توان با قوانین ۱ تا ۳ تعیین کرد، قوانین ۱٫۴ تا ۳٫۴ اعمال می‌شود: • ۱٫۴: امتیازات به دست آمده در رقابت رو در رو این تیم‌ها • ۲٫۴: گل‌های خارج از خانه در رقابت رو در روی این تیم‌ها • ۳٫۴: بازی‌های پلی‌آف صعود و سقوط کسب سهمیه حضور در مرحله گروهی لیگ قهرمانان اروپا ۲۲–۲۰۲۱ کسب سهمیه حضور در مرحله گروهی لیگ اروپا ۲۲–۲۰۲۱ کسب سهمیه حضور در مرحله پلی‌آف لیگ کنفرانس اروپا ۲۲–۲۰۲۱ سقوط به چمپیونشیپ ۲۲–۲۰۲۱ |
| ۶.             | وستهام یونایتد  | ۶۵     | ۳۸   | ۱۹ | ۸  | ۱۱ | ۶۲   | ۴۷   | +۱۵  | قوانین جدول رده‌بندی: ۱: امتیازات ۲: تفاضل گل ۳: گل‌های زده ۴: اگر قهرمان، تیم‌های سقوط کرده یا تیم‌های واجد شرایط برای حضور در مسابقات اروپایی را نمی‌توان با قوانین ۱ تا ۳ تعیین کرد، قوانین ۱٫۴ تا ۳٫۴ اعمال می‌شود: • ۱٫۴: امتیازات به دست آمده در رقابت رو در رو این تیم‌ها • ۲٫۴: گل‌های خارج از خانه در رقابت رو در روی این تیم‌ها • ۳٫۴: بازی‌های پلی‌آف صعود و سقوط کسب سهمیه حضور در مرحله گروهی لیگ قهرمانان اروپا ۲۲–۲۰۲۱ کسب سهمیه حضور در مرحله گروهی لیگ اروپا ۲۲–۲۰۲۱ کسب سهمیه حضور در مرحله پلی‌آف لیگ کنفرانس اروپا ۲۲–۲۰۲۱ سقوط به چمپیونشیپ ۲۲–۲۰۲۱ |
| ۷.             | تاتنهام         | ۶۲     | ۳۸   | ۱۸ | ۸  | ۱۲ | ۶۸   | ۴۵   | +۲۳  | قوانین جدول رده‌بندی: ۱: امتیازات ۲: تفاضل گل ۳: گل‌های زده ۴: اگر قهرمان، تیم‌های سقوط کرده یا تیم‌های واجد شرایط برای حضور در مسابقات اروپایی را نمی‌توان با قوانین ۱ تا ۳ تعیین کرد، قوانین ۱٫۴ تا ۳٫۴ اعمال می‌شود: • ۱٫۴: امتیازات به دست آمده در رقابت رو در رو این تیم‌ها • ۲٫۴: گل‌های خارج از خانه در رقابت رو در روی این تیم‌ها • ۳٫۴: بازی‌های پلی‌آف صعود و سقوط کسب سهمیه حضور در مرحله گروهی لیگ قهرمانان اروپا ۲۲–۲۰۲۱ کسب سهمیه حضور در مرحله گروهی لیگ اروپا ۲۲–۲۰۲۱ کسب سهمیه حضور در مرحله پلی‌آف لیگ کنفرانس اروپا ۲۲–۲۰۲۱ سقوط به چمپیونشیپ ۲۲–۲۰۲۱ |
| ۸.             | آرسنال          | ۶۱     | ۳۸   | ۱۸ | ۷  | ۱۳ | ۵۵   | ۳۹   | +۱۶  | قوانین جدول رده‌بندی: ۱: امتیازات ۲: تفاضل گل ۳: گل‌های زده ۴: اگر قهرمان، تیم‌های سقوط کرده یا تیم‌های واجد شرایط برای حضور در مسابقات اروپایی را نمی‌توان با قوانین ۱ تا ۳ تعیین کرد، قوانین ۱٫۴ تا ۳٫۴ اعمال می‌شود: • ۱٫۴: امتیازات به دست آمده در رقابت رو در رو این تیم‌ها • ۲٫۴: گل‌های خارج از خانه در رقابت رو در روی این تیم‌ها • ۳٫۴: بازی‌های پلی‌آف صعود و سقوط کسب سهمیه حضور در مرحله گروهی لیگ قهرمانان اروپا ۲۲–۲۰۲۱ کسب سهمیه حضور در مرحله گروهی لیگ اروپا ۲۲–۲۰۲۱ کسب سهمیه حضور در مرحله پلی‌آف لیگ کنفرانس اروپا ۲۲–۲۰۲۱ سقوط به چمپیونشیپ ۲۲–۲۰۲۱ |
| ۹.             | لیدز یونایتد    | ۵۹     | ۳۸   | ۱۸ | ۵  | ۱۵ | ۶۲   | ۵۴   | +۸   | قوانین جدول رده‌بندی: ۱: امتیازات ۲: تفاضل گل ۳: گل‌های زده ۴: اگر قهرمان، تیم‌های سقوط کرده یا تیم‌های واجد شرایط برای حضور در مسابقات اروپایی را نمی‌توان با قوانین ۱ تا ۳ تعیین کرد، قوانین ۱٫۴ تا ۳٫۴ اعمال می‌شود: • ۱٫۴: امتیازات به دست آمده در رقابت رو در رو این تیم‌ها • ۲٫۴: گل‌های خارج از خانه در رقابت رو در روی این تیم‌ها • ۳٫۴: بازی‌های پلی‌آف صعود و سقوط کسب سهمیه حضور در مرحله گروهی لیگ قهرمانان اروپا ۲۲–۲۰۲۱ کسب سهمیه حضور در مرحله گروهی لیگ اروپا ۲۲–۲۰۲۱ کسب سهمیه حضور در مرحله پلی‌آف لیگ کنفرانس اروپا ۲۲–۲۰۲۱ سقوط به چمپیونشیپ ۲۲–۲۰۲۱ |
| ۱۰.            | اورتون          | ۵۹     | ۳۸   | ۱۷ | ۸  | ۱۳ | ۴۷   | ۴۸   | –۱   | قوانین جدول رده‌بندی: ۱: امتیازات ۲: تفاضل گل ۳: گل‌های زده ۴: اگر قهرمان، تیم‌های سقوط کرده یا تیم‌های واجد شرایط برای حضور در مسابقات اروپایی را نمی‌توان با قوانین ۱ تا ۳ تعیین کرد، قوانین ۱٫۴ تا ۳٫۴ اعمال می‌شود: • ۱٫۴: امتیازات به دست آمده در رقابت رو در رو این تیم‌ها • ۲٫۴: گل‌های خارج از خانه در رقابت رو در روی این تیم‌ها • ۳٫۴: بازی‌های پلی‌آف صعود و سقوط کسب سهمیه حضور در مرحله گروهی لیگ قهرمانان اروپا ۲۲–۲۰۲۱ کسب سهمیه حضور در مرحله گروهی لیگ اروپا ۲۲–۲۰۲۱ کسب سهمیه حضور در مرحله پلی‌آف لیگ کنفرانس اروپا ۲۲–۲۰۲۱ سقوط به چمپیونشیپ ۲۲–۲۰۲۱ |
| ۱۱.            | استون ویلا      | ۵۵     | ۳۸   | ۱۶ | ۷  | ۱۵ | ۵۵   | ۴۶   | +۹   | قوانین جدول رده‌بندی: ۱: امتیازات ۲: تفاضل گل ۳: گل‌های زده ۴: اگر قهرمان، تیم‌های سقوط کرده یا تیم‌های واجد شرایط برای حضور در مسابقات اروپایی را نمی‌توان با قوانین ۱ تا ۳ تعیین کرد، قوانین ۱٫۴ تا ۳٫۴ اعمال می‌شود: • ۱٫۴: امتیازات به دست آمده در رقابت رو در رو این تیم‌ها • ۲٫۴: گل‌های خارج از خانه در رقابت رو در روی این تیم‌ها • ۳٫۴: بازی‌های پلی‌آف صعود و سقوط کسب سهمیه حضور در مرحله گروهی لیگ قهرمانان اروپا ۲۲–۲۰۲۱ کسب سهمیه حضور در مرحله گروهی لیگ اروپا ۲۲–۲۰۲۱ کسب سهمیه حضور در مرحله پلی‌آف لیگ کنفرانس اروپا ۲۲–۲۰۲۱ سقوط به چمپیونشیپ ۲۲–۲۰۲۱ |
| ۱۲.            | نیوکاسل یونایتد | ۴۵     | ۳۸   | ۱۲ | ۹  | ۱۷ | ۴۶   | ۶۲   | –۱۶  | قوانین جدول رده‌بندی: ۱: امتیازات ۲: تفاضل گل ۳: گل‌های زده ۴: اگر قهرمان، تیم‌های سقوط کرده یا تیم‌های واجد شرایط برای حضور در مسابقات اروپایی را نمی‌توان با قوانین ۱ تا ۳ تعیین کرد، قوانین ۱٫۴ تا ۳٫۴ اعمال می‌شود: • ۱٫۴: امتیازات به دست آمده در رقابت رو در رو این تیم‌ها • ۲٫۴: گل‌های خارج از خانه در رقابت رو در روی این تیم‌ها • ۳٫۴: بازی‌های پلی‌آف صعود و سقوط کسب سهمیه حضور در مرحله گروهی لیگ قهرمانان اروپا ۲۲–۲۰۲۱ کسب سهمیه حضور در مرحله گروهی لیگ اروپا ۲۲–۲۰۲۱ کسب سهمیه حضور در مرحله پلی‌آف لیگ کنفرانس اروپا ۲۲–۲۰۲۱ سقوط به چمپیونشیپ ۲۲–۲۰۲۱ |
| ۱۳.            | ولورهمپتون      | ۴۵     | ۳۸   | ۱۲ | ۹  | ۱۷ | ۳۶   | ۵۲   | –۱۶  | قوانین جدول رده‌بندی: ۱: امتیازات ۲: تفاضل گل ۳: گل‌های زده ۴: اگر قهرمان، تیم‌های سقوط کرده یا تیم‌های واجد شرایط برای حضور در مسابقات اروپایی را نمی‌توان با قوانین ۱ تا ۳ تعیین کرد، قوانین ۱٫۴ تا ۳٫۴ اعمال می‌شود: • ۱٫۴: امتیازات به دست آمده در رقابت رو در رو این تیم‌ها • ۲٫۴: گل‌های خارج از خانه در رقابت رو در روی این تیم‌ها • ۳٫۴: بازی‌های پلی‌آف صعود و سقوط کسب سهمیه حضور در مرحله گروهی لیگ قهرمانان اروپا ۲۲–۲۰۲۱ کسب سهمیه حضور در مرحله گروهی لیگ اروپا ۲۲–۲۰۲۱ کسب سهمیه حضور در مرحله پلی‌آف لیگ کنفرانس اروپا ۲۲–۲۰۲۱ سقوط به چمپیونشیپ ۲۲–۲۰۲۱ |
| ۱۴.            | کریستال پالاس   | ۴۴     | ۳۸   | ۱۲ | ۸  | ۱۸ | ۴۱   | ۶۶   | –۲۵  | قوانین جدول رده‌بندی: ۱: امتیازات ۲: تفاضل گل ۳: گل‌های زده ۴: اگر قهرمان، تیم‌های سقوط کرده یا تیم‌های واجد شرایط برای حضور در مسابقات اروپایی را نمی‌توان با قوانین ۱ تا ۳ تعیین کرد، قوانین ۱٫۴ تا ۳٫۴ اعمال می‌شود: • ۱٫۴: امتیازات به دست آمده در رقابت رو در رو این تیم‌ها • ۲٫۴: گل‌های خارج از خانه در رقابت رو در روی این تیم‌ها • ۳٫۴: بازی‌های پلی‌آف صعود و سقوط کسب سهمیه حضور در مرحله گروهی لیگ قهرمانان اروپا ۲۲–۲۰۲۱ کسب سهمیه حضور در مرحله گروهی لیگ اروپا ۲۲–۲۰۲۱ کسب سهمیه حضور در مرحله پلی‌آف لیگ کنفرانس اروپا ۲۲–۲۰۲۱ سقوط به چمپیونشیپ ۲۲–۲۰۲۱ |
| ۱۵.            | ساوت‌همپتون      | ۴۳     | ۳۸   | ۱۲ | ۷  | ۱۹ | ۴۷   | ۶۸   | –۲۱  | قوانین جدول رده‌بندی: ۱: امتیازات ۲: تفاضل گل ۳: گل‌های زده ۴: اگر قهرمان، تیم‌های سقوط کرده یا تیم‌های واجد شرایط برای حضور در مسابقات اروپایی را نمی‌توان با قوانین ۱ تا ۳ تعیین کرد، قوانین ۱٫۴ تا ۳٫۴ اعمال می‌شود: • ۱٫۴: امتیازات به دست آمده در رقابت رو در رو این تیم‌ها • ۲٫۴: گل‌های خارج از خانه در رقابت رو در روی این تیم‌ها • ۳٫۴: بازی‌های پلی‌آف صعود و سقوط کسب سهمیه حضور در مرحله گروهی لیگ قهرمانان اروپا ۲۲–۲۰۲۱ کسب سهمیه حضور در مرحله گروهی لیگ اروپا ۲۲–۲۰۲۱ کسب سهمیه حضور در مرحله پلی‌آف لیگ کنفرانس اروپا ۲۲–۲۰۲۱ سقوط به چمپیونشیپ ۲۲–۲۰۲۱ |
| ۱۶.            | برایتون         | ۴۱     | ۳۸   | ۹  | ۱۴ | ۱۵ | ۴۰   | ۴۶   | –۶   | قوانین جدول رده‌بندی: ۱: امتیازات ۲: تفاضل گل ۳: گل‌های زده ۴: اگر قهرمان، تیم‌های سقوط کرده یا تیم‌های واجد شرایط برای حضور در مسابقات اروپایی را نمی‌توان با قوانین ۱ تا ۳ تعیین کرد، قوانین ۱٫۴ تا ۳٫۴ اعمال می‌شود: • ۱٫۴: امتیازات به دست آمده در رقابت رو در رو این تیم‌ها • ۲٫۴: گل‌های خارج از خانه در رقابت رو در روی این تیم‌ها • ۳٫۴: بازی‌های پلی‌آف صعود و سقوط کسب سهمیه حضور در مرحله گروهی لیگ قهرمانان اروپا ۲۲–۲۰۲۱ کسب سهمیه حضور در مرحله گروهی لیگ اروپا ۲۲–۲۰۲۱ کسب سهمیه حضور در مرحله پلی‌آف لیگ کنفرانس اروپا ۲۲–۲۰۲۱ سقوط به چمپیونشیپ ۲۲–۲۰۲۱ |
| ۱۷.            | برنلی           | ۳۹     | ۳۸   | ۱۰ | ۹  | ۱۹ | ۳۳   | ۵۵   | –۲۲  | قوانین جدول رده‌بندی: ۱: امتیازات ۲: تفاضل گل ۳: گل‌های زده ۴: اگر قهرمان، تیم‌های سقوط کرده یا تیم‌های واجد شرایط برای حضور در مسابقات اروپایی را نمی‌توان با قوانین ۱ تا ۳ تعیین کرد، قوانین ۱٫۴ تا ۳٫۴ اعمال می‌شود: • ۱٫۴: امتیازات به دست آمده در رقابت رو در رو این تیم‌ها • ۲٫۴: گل‌های خارج از خانه در رقابت رو در روی این تیم‌ها • ۳٫۴: بازی‌های پلی‌آف صعود و سقوط کسب سهمیه حضور در مرحله گروهی لیگ قهرمانان اروپا ۲۲–۲۰۲۱ کسب سهمیه حضور در مرحله گروهی لیگ اروپا ۲۲–۲۰۲۱ کسب سهمیه حضور در مرحله پلی‌آف لیگ کنفرانس اروپا ۲۲–۲۰۲۱ سقوط به چمپیونشیپ ۲۲–۲۰۲۱ |
| ۱۸.            | فولهام          | ۲۸     | ۳۸   | ۵  | ۱۳ | ۲۰ | ۲۷   | ۵۳   | –۲۶  | قوانین جدول رده‌بندی: ۱: امتیازات ۲: تفاضل گل ۳: گل‌های زده ۴: اگر قهرمان، تیم‌های سقوط کرده یا تیم‌های واجد شرایط برای حضور در مسابقات اروپایی را نمی‌توان با قوانین ۱ تا ۳ تعیین کرد، قوانین ۱٫۴ تا ۳٫۴ اعمال می‌شود: • ۱٫۴: امتیازات به دست آمده در رقابت رو در رو این تیم‌ها • ۲٫۴: گل‌های خارج از خانه در رقابت رو در روی این تیم‌ها • ۳٫۴: بازی‌های پلی‌آف صعود و سقوط کسب سهمیه حضور در مرحله گروهی لیگ قهرمانان اروپا ۲۲–۲۰۲۱ کسب سهمیه حضور در مرحله گروهی لیگ اروپا ۲۲–۲۰۲۱ کسب سهمیه حضور در مرحله پلی‌آف لیگ کنفرانس اروپا ۲۲–۲۰۲۱ سقوط به چمپیونشیپ ۲۲–۲۰۲۱ |
| ۱۹.            | وست برومویچ     | ۲۶     | ۳۸   | ۵  | ۱۱ | ۲۲ | ۳۵   | ۷۶   | –۴۱  | قوانین جدول رده‌بندی: ۱: امتیازات ۲: تفاضل گل ۳: گل‌های زده ۴: اگر قهرمان، تیم‌های سقوط کرده یا تیم‌های واجد شرایط برای حضور در مسابقات اروپایی را نمی‌توان با قوانین ۱ تا ۳ تعیین کرد، قوانین ۱٫۴ تا ۳٫۴ اعمال می‌شود: • ۱٫۴: امتیازات به دست آمده در رقابت رو در رو این تیم‌ها • ۲٫۴: گل‌های خارج از خانه در رقابت رو در روی این تیم‌ها • ۳٫۴: بازی‌های پلی‌آف صعود و سقوط کسب سهمیه حضور در مرحله گروهی لیگ قهرمانان اروپا ۲۲–۲۰۲۱ کسب سهمیه حضور در مرحله گروهی لیگ اروپا ۲۲–۲۰۲۱ کسب سهمیه حضور در مرحله پلی‌آف لیگ کنفرانس اروپا ۲۲–۲۰۲۱ سقوط به چمپیونشیپ ۲۲–۲۰۲۱ |
| ۲۰.            | شفیلد یونایتد   | ۲۳     | ۳۸   | ۷  | ۲  | ۲۹ | ۲۰   | ۶۳   | –۴۳  | قوانین جدول رده‌بندی: ۱: امتیازات ۲: تفاضل گل ۳: گل‌های زده ۴: اگر قهرمان، تیم‌های سقوط کرده یا تیم‌های واجد شرایط برای حضور در مسابقات اروپایی را نمی‌توان با قوانین ۱ تا ۳ تعیین کرد، قوانین ۱٫۴ تا ۳٫۴ اعمال می‌شود: • ۱٫۴: امتیازات به دست آمده در رقابت رو در رو این تیم‌ها • ۲٫۴: گل‌های خارج از خانه در رقابت رو در روی این تیم‌ها • ۳٫۴: بازی‌های پلی‌آف صعود و سقوط کسب سهمیه حضور در مرحله گروهی لیگ قهرمانان اروپا ۲۲–۲۰۲۱ کسب سهمیه حضور در مرحله گروهی لیگ اروپا ۲۲–۲۰۲۱ کسب سهمیه حضور در مرحله پلی‌آف لیگ کنفرانس اروپا ۲۲–۲۰۲۱ سقوط به چمپیونشیپ ۲۲–۲۰۲۱ |
| منبع: لیگ برتر |                 |        |      |    |    |    |      |      |      | |

### جایگاه در جدول براساس هفته
بازی‌های به تعویق انداخته شده طبق برنامه اصلی نمایش داده شده‌اند.
| تیم           | ۱  | ۲  | ۳  | ۴  | ۵  | ۶  | ۷  | ۸  | ۹  | ۱۰ | ۱۱ | ۱۲ | ۱۳ | ۱۴ | ۱۵ | ۱۶ | ۱۷ | ۱۸ | ۱۹ | ۲۰  | ۲۱ | ۲۲ | ۲۳ | ۲۴ | ۲۵ | ۲۶ | ۲۷ | ۲۸ | ۲۹  | ۳۰  | ۳۱  | ۳۲  | ۳۳  | ۳۴  | ۳۵  | ۳۶ | ۳۷ | ۳۸ |
| تیم           |    |    |    |    |    |    |    |    |    |    |    |    |    |    |    |    |    |    |    |     |    |    |    |    |    |    |    |    |     |     |     |     |     |     |     |    |    |    |
| ------------- | -- | -- | -- | -- | -- | -- | -- | -- | -- | -- | -- | -- | -- | -- | -- | -- | -- | -- | -- | --- | -- | -- | -- | -- | -- | -- | -- | -- | --- | --- | --- | --- | --- | --- | --- | -- | -- | -- |
| منچستر سیتی   | ۴  | ۴  | ۸  | ۹  | ۳  | ۶  | ۴  | ۷  | ۹  | ۵  | ۵  | ۷  | ۶  | ۴  | ۳  | ۳  | ۲  | ۲  | ۱  | ۱   | ۱  | ۱  | ۱  | ۱  | ۱  | ۱  | ۱  | ۱  | ۱   | ۱   | ۱   | ۱   | ۱   | ۱   | ۱   | ۱  | ۱  | ۱  |
| منچستر        | ۱۰ | ۱۲ | ۹  | ۱۵ | ۷  | ۱۰ | ۱۳ | ۱۰ | ۷  | ۴  | ۴  | ۵  | ۲  | ۲  | ۲  | ۲  | ۱  | ۱  | ۲  | ۲   | ۲  | ۲  | ۲  | ۲  | ۲  | ۲  | ۲  | ۲  | ۲   | ۲   | ۲   | ۲   | ۲   | ۲   | ۲   | ۲  | ۲  | ۲  |
| لیورپول       | ۷  | ۵  | ۲  | ۵  | ۴  | ۲  | ۱  | ۳  | ۲  | ۲  | ۲  | ۲  | ۱  | ۱  | ۱  | ۱  | ۳  | ۵  | ۵  | ۴   | ۳  | ۴  | ۴  | ۶  | ۶  | ۶  | ۷  | ۶  | ۶   | ۷   | ۶   | ۶   | ۶   | ۶   | ۵   | ۵  | ۴  | ۳  |
| چلسی          | ۳  | ۱۰ | ۱۱ | ۷  | ۱۰ | ۱۲ | ۸  | ۵  | ۳  | ۳  | ۳  | ۶  | ۸  | ۶  | ۸  | ۸  | ۹  | ۱۰ | ۹  | ۸   | ۷  | ۷  | ۶  | ۴  | ۵  | ۵  | ۵  | ۴  | ۴   | ۵   | ۵   | ۴   | ۴   | ۴   | ۳   | ۴  | ۳  | ۴  |
| لستر          | ۲  | ۱  | ۱  | ۳  | ۵  | ۳  | ۲  | ۱  | ۴  | ۶  | ۶  | ۳  | ۵  | ۳  | ۵  | ۵  | ۴  | ۳  | ۳  | ۳   | ۴  | ۳  | ۳  | ۳  | ۳  | ۳  | ۳  | ۳  | ۳   | ۳   | ۳   | ۳   | ۳   | ۳   | ۴   | ۳  | ۵  | ۵  |
| وستهام        | ۱۸ | ۱۶ | ۱۳ | ۱۱ | ۱۱ | ۱۴ | ۱۵ | ۱۳ | ۱۰ | ۷  | ۹  | ۹  | ۱۰ | ۱۰ | ۱۰ | ۱۰ | ۱۰ | ۹  | ۷  | ۶   | ۶  | ۵  | ۷  | ۵  | ۴  | ۴  | ۴  | ۵  | ۵   | ۴   | ۴   | ۵   | ۵   | ۵   | ۶   | ۷  | ۶  | ۶  |
| تاتنهام       | ۱۴ | ۷  | ۱۰ | ۶  | ۹  | ۵  | ۳  | ۲  | ۱  | ۱  | ۱  | ۱  | ۳  | ۸  | ۷  | ۷  | ۵  | ۴  | ۴  | ۵   | ۵  | ۶  | ۵  | ۷  | ۸  | ۸  | ۶  | ۷  | ۸*  | ۶*  | ۷*  | ۷*  | ۷   | ۷   | ۷   | ۶  | ۷  | ۷  |
| آرسنال        | ۱  | ۳  | ۴  | ۴  | ۶  | ۱۳ | ۱۰ | ۱۲ | ۱۳ | ۱۴ | ۱۵ | ۱۵ | ۱۵ | ۱۵ | ۱۵ | ۱۳ | ۱۱ | ۱۲ | ۱۱ | ۹   | ۱۱ | ۱۱ | ۱۱ | ۱۱ | ۱۱ | ۱۰ | ۱۰ | ۱۰ | ۹   | ۱۰  | ۹   | ۹   | ۱۰  | ۱۰  | ۹   | ۹  | ۹  | ۸  |
| لیدز          | ۱۱ | ۹  | ۷  | ۸  | ۱۲ | ۷  | ۱۲ | ۱۵ | ۱۴ | ۱۲ | ۱۳ | ۱۴ | ۱۳ | ۱۴ | ۱۲ | ۱۱ | ۱۲ | ۱۱ | ۱۲ | ۱۱  | ۱۰ | ۱۰ | ۱۰ | ۱۰ | ۱۰ | ۱۱ | ۱۱ | ۱۱ | ۱۱  | ۱۱  | ۱۰  | ۱۰  | ۹   | ۱۱  | ۱۰  | ۱۰ | ۱۰ | ۹  |
| اورتون        | ۹  | ۲  | ۳  | ۱  | ۱  | ۱  | ۵  | ۸  | ۶  | ۱۰ | ۱۰ | ۱۰ | ۷  | ۵  | ۴  | ۶  | ۸  | ۶  | ۶  | ۷*  | ۸* | ۸* | ۸* | ۸* | ۷* | ۷* | ۸* | ۸* | ۷*  | ۸*  | ۸*  | ۸*  | ۸*  | ۸*  | ۸*  | ۸  | ۸  | ۱۰ |
| استون ویلا    | ۱۵ | ۱۴ | ۶  | ۲  | ۲  | ۴  | ۹  | ۶  | ۸  | ۱۱ | ۸  | ۸  | ۹  | ۷  | ۶  | ۴  | ۶  | ۷  | ۸* | ۱۰* | ۹* | ۹* | ۹* | ۹* | ۹* | ۹* | ۹* | ۹* | ۱۰* | ۹*  | ۱۱* | ۱۱* | ۱۱* | ۹*  | ۱۱* | ۱۱ | ۱۱ | ۱۱ |
| نیوکاسل       | ۵  | ۱۳ | ۱۲ | ۱۰ | ۱۴ | ۱۵ | ۱۱ | ۱۴ | ۱۵ | ۱۳ | ۱۴ | ۱۲ | ۱۴ | ۱۳ | ۱۴ | ۱۵ | ۱۵ | ۱۶ | ۱۶ | ۱۶  | ۱۶ | ۱۷ | ۱۶ | ۱۷ | ۱۷ | ۱۷ | ۱۶ | ۱۷ | ۱۷  | ۱۷  | ۱۷  | ۱۵  | ۱۶  | ۱۷  | ۱۶  | ۱۶ | ۱۵ | ۱۲ |
| ولورهمپتون    | ۶  | ۱۱ | ۱۶ | ۱۴ | ۸  | ۱۱ | ۷  | ۱۱ | ۱۱ | ۹  | ۱۱ | ۱۳ | ۱۱ | ۱۱ | ۱۱ | ۱۲ | ۱۳ | ۱۴ | ۱۴ | ۱۳  | ۱۴ | ۱۴ | ۱۴ | ۱۲ | ۱۲ | ۱۲ | ۱۲ | ۱۳ | ۱۳  | ۱۴  | ۱۲  | ۱۲  | ۱۲  | ۱۲  | ۱۲  | ۱۲ | ۱۲ | ۱۳ |
| کریستال پالاس | ۸  | ۶  | ۵  | ۱۳ | ۱۵ | ۹  | ۱۴ | ۹  | ۱۲ | ۱۵ | ۱۲ | ۱۱ | ۱۲ | ۱۲ | ۱۳ | ۱۴ | ۱۴ | ۱۳ | ۱۳ | ۱۵  | ۱۳ | ۱۲ | ۱۳ | ۱۴ | ۱۳ | ۱۳ | ۱۴ | ۱۲ | ۱۲  | ۱۲  | ۱۳  | ۱۳* | ۱۳* | ۱۳* | ۱۳* | ۱۳ | ۱۳ | ۱۴ |
| ساوت‌همپتون    | ۱۳ | ۱۹ | ۱۵ | ۱۲ | ۱۳ | ۸  | ۶  | ۴  | ۵  | ۸  | ۷  | ۴  | ۴  | ۹  | ۹  | ۹  | ۷  | ۸  | ۱۰ | ۱۲  | ۱۲ | ۱۳ | ۱۲ | ۱۳ | ۱۴ | ۱۴ | ۱۳ | ۱۴ | ۱۴* | ۱۳* | ۱۴* | ۱۴  | ۱۵* | ۱۵* | ۱۴* | ۱۴ | ۱۴ | ۱۵ |
| برایتون       | ۱۶ | ۸  | ۱۴ | ۱۶ | ۱۶ | ۱۶ | ۱۶ | ۱۶ | ۱۶ | ۱۶ | ۱۶ | ۱۶ | ۱۶ | ۱۷ | ۱۶ | ۱۷ | ۱۷ | ۱۷ | ۱۶ | ۱۷  | ۱۷ | ۱۵ | ۱۵ | ۱۶ | ۱۶ | ۱۶ | ۱۷ | ۱۶ | ۱۶  | ۱۶  | ۱۵  | ۱۶  | ۱۷  | ۱۴  | ۱۷  | ۱۷ | ۱۶ | ۱۶ |
| برنلی         | ۱۲ | ۱۵ | ۱۸ | ۱۹ | ۱۹ | ۱۹ | ۲۰ | ۱۹ | ۱۷ | ۱۹ | ۱۸ | ۱۷ | ۱۷ | ۱۶ | ۱۷ | ۱۶ | ۱۶ | ۱۵ | ۱۵ | ۱۴  | ۱۵ | ۱۶ | ۱۷ | ۱۵ | ۱۵ | ۱۵ | ۱۵ | ۱۵ | ۱۵  | ۱۵  | ۱۶  | ۱۷  | ۱۴  | ۱۶  | ۱۵  | ۱۵ | ۱۷ | ۱۷ |
| فولام         | ۱۹ | ۱۸ | ۲۰ | ۲۰ | ۲۰ | ۲۰ | ۱۷ | ۱۷ | ۱۸ | ۱۷ | ۱۷ | ۱۸ | ۱۸ | ۱۸ | ۱۸ | ۱۸ | ۱۸ | ۱۸ | ۱۸ | ۱۸  | ۱۸ | ۱۸ | ۱۸ | ۱۸ | ۱۸ | ۱۸ | ۱۸ | ۱۸ | ۱۸  | ۱۸  | ۱۸  | ۱۸  | ۱۸  | ۱۸  | ۱۸  | ۱۸ | ۱۸ | ۱۸ |
| آلبیون        | ۲۰ | ۲۰ | ۱۷ | ۱۷ | ۱۷ | ۱۷ | ۱۸ | ۱۸ | ۱۹ | ۱۸ | ۱۹ | ۱۹ | ۱۹ | ۱۹ | ۱۹ | ۱۹ | ۱۹ | ۱۹ | ۱۹ | ۱۹  | ۱۹ | ۱۹ | ۱۹ | ۱۹ | ۱۹ | ۱۹ | ۱۹ | ۱۹ | ۱۹  | ۱۹  | ۱۹  | ۱۹  | ۱۹  | ۱۹  | ۱۹  | ۱۹ | ۱۹ | ۱۹ |
| شفیلد         | ۱۷ | ۱۷ | ۱۹ | ۱۸ | ۱۸ | ۱۸ | ۱۹ | ۲۰ | ۲۰ | ۲۰ | ۲۰ | ۲۰ | ۲۰ | ۲۰ | ۲۰ | ۲۰ | ۲۰ | ۲۰ | ۲۰ | ۲۰  | ۲۰ | ۲۰ | ۲۰ | ۲۰ | ۲۰ | ۲۰ | ۲۰ | ۲۰ | ۲۰  | ۲۰  | ۲۰  | ۲۰  | ۲۰  | ۲۰  | ۲۰  | ۲۰ | ۲۰ | ۲۰ |

### امتیاز براساس هفته
| تیم            | ۱  | ۲ | ۳ | ۴  | ۵  | ۶  | ۷  | ۸  | ۹  | ۱۰ | ۱۱  | ۱۲ | ۱۳ | ۱۴ | ۱۵ | ۱۶  | ۱۷  | ۱۸  | ۱۹  | ۲۰  | ۲۱  | ۲۲ | ۲۳ | ۲۴ | ۲۵  | ۲۶  | ۲۷ | ۲۸ | ۲۹  | ۳۰ | ۳۱ | ۳۲  | ۳۳ | ۳۴  | ۳۵ | ۳۶  | ۳۷ | ۳۸ |
| تیم            |    |   |   |    |    |    |    |    |    |    |     |    |    |    |    |     |     |     |     |     |     |    |    |    |     |     |    |    |     |    |    |     |    |     |    |     |    |    |
| -------------- | -- | - | - | -- | -- | -- | -- | -- | -- | -- | --- | -- | -- | -- | -- | --- | --- | --- | --- | --- | --- | -- | -- | -- | --- | --- | -- | -- | --- | -- | -- | --- | -- | --- | -- | --- | -- | -- |
| آرسنال         | ۳  | ۶ | ۶ | ۹  | ۹  | ۹  | ۱۲ | ۱۲ | ۱۳ | ۱۳ | ۱۳  | ۱۳ | ۱۴ | ۱۴ | ۱۷ | ۲۰  | ۲۳  | ۲۴  | ۲۷  | ۳۰  | ۳۱  | ۳۱ | ۳۱ | ۳۴ | ۳۴  | ۳۷  | ۳۸ | ۴۱ | ۴۲  | ۴۲ | ۴۵ | ۴۶  | ۴۶ | ۴۹  | ۵۲ | ۵۵  | ۵۸ | ۶۱ |
| استون ویلا     | ۰  | ۳ | ۶ | ۹  | ۱۲ | ۱۲ | ۱۲ | ۱۵ | ۱۵ | ۱۵ | ۱۵* | ۱۸ | ۱۹ | ۲۲ | ۲۵ | ۲۶  | ۲۶  | ۲۶  | ۲۶* | ۲۶  | ۳۲* | ۳۲ | ۳۵ | ۳۶ | ۳۶  | ۳۹  | ۴۰ | ۴۱ | ۳۹  | ۴۴ | ۴۴ | ۴۴  | ۴۵ | ۴۸  | ۴۸ | ۴۹* | ۵۲ | ۵۵ |
| برایتون        | ۰  | ۳ | ۳ | ۳  | ۴  | ۵  | ۵  | ۶  | ۹  | ۱۰ | ۱۰  | ۱۰ | ۱۱ | ۱۲ | ۱۳ | ۱۳  | ۱۴  | ۱۴  | ۱۷  | ۱۸  | ۲۱  | ۲۴ | ۲۵ | ۲۶ | ۲۶  | ۲۶  | ۲۶ | ۲۹ | ۳۲  | ۳۲ | ۳۳ | ۳۴  | ۳۴ | ۳۷  | ۳۷ | ۳۸  | ۴۱ | ۴۱ |
| برنلی          | ۰  | ۰ | ۰ | ۰  | ۱  | ۱  | ۱  | ۲  | ۵  | ۵  | ۶   | ۹  | ۱۰ | ۱۳ | ۱۳ | ۱۶  | ۱۶* | ۱۶* | ۱۶  | ۲۲* | ۲۲  | ۲۲ | ۲۳ | ۲۶ | ۲۸* | ۲۸  | ۳۰ | ۳۳ | ۲۹  | ۳۳ | ۳۳ | ۳۳  | ۳۶ | ۳۶  | ۳۹ | ۳۹  | ۳۹ | ۳۹ |
| چلسی           | ۳  | ۳ | ۴ | ۷  | ۸  | ۹  | ۱۲ | ۱۵ | ۱۸ | ۱۹ | ۲۲  | ۲۲ | ۲۲ | ۲۵ | ۲۵ | ۲۶  | ۲۶  | ۲۶  | ۲۹  | ۳۰  | ۳۳  | ۳۶ | ۳۹ | ۴۲ | ۴۳  | ۴۴  | ۵۰ | ۵۱ | ۴۷  | ۵۱ | ۵۴ | ۵۵  | ۵۸ | ۶۱  | ۶۴ | ۶۴  | ۶۷ | ۶۷ |
| کریستال پالاس  | ۳  | ۶ | ۶ | ۶  | ۷  | ۱۰ | ۱۰ | ۱۳ | ۱۳ | ۱۳ | ۱۶  | ۱۷ | ۱۸ | ۱۸ | ۱۸ | ۱۹  | ۲۲  | ۲۳  | ۲۳  | ۲۳  | ۲۶  | ۲۹ | ۲۹ | ۲۹ | ۳۲  | ۳۳  | ۳۳ | ۳۷ | ۳۴  | ۳۸ | ۳۸ | ۳۸  | ۳۸ | ۳۸  | ۴۱ | ۴۴  | ۴۴ | ۴۴ |
| اورتون         | ۳  | ۶ | ۹ | ۱۲ | ۱۳ | ۱۳ | ۱۳ | ۱۳ | ۱۶ | ۱۶ | ۱۷  | ۲۰ | ۲۳ | ۲۶ | ۲۹ | ۲۹  | ۲۹  | ۳۲  | ۳۲* | ۳۳  | ۳۴  | ۳۶ | ۳۷ | ۳۷ | ۴۰  | ۴۳  | ۴۶ | ۴۶ | ۴۶  | ۴۷ | ۴۸ | ۴۹  | ۵۲ | ۵۲  | ۵۵ | ۵۶* | ۵۹ | ۵۹ |
| فولام          | ۰  | ۰ | ۰ | ۰  | ۱  | ۱  | ۴  | ۴  | ۴  | ۷  | ۷   | ۸  | ۹  | ۱۰ | ۱۱ | ۱۲  | ۱۲* | ۱۲  | ۱۲  | ۱۳  | ۱۴  | ۱۴ | ۱۵ | ۱۸ | ۲۲* | ۲۳  | ۲۶ | ۲۶ | ۲۶  | ۲۶ | ۲۶ | ۲۷  | ۲۳ | ۲۷  | ۲۷ | ۲۷  | ۲۸ | ۲۸ |
| لیدز           | ۰  | ۳ | ۶ | ۷  | ۷  | ۱۰ | ۱۰ | ۱۰ | ۱۱ | ۱۴ | ۱۴  | ۱۴ | ۱۷ | ۱۷ | ۲۰ | ۲۳  | ۲۳  | ۲۳* | ۲۳  | ۲۶  | ۲۹  | ۲۹ | ۳۲ | ۳۲ | ۳۲  | ۳۵* | ۳۵ | ۳۶ | ۳۹  | ۴۲ | ۴۵ | ۴۶  | ۴۷ | ۴۷  | ۵۰ | ۵۳  | ۵۶ | ۵۹ |
| لستر سیتی      | ۳  | ۶ | ۹ | ۹  | ۹  | ۱۲ | ۱۵ | ۱۸ | ۱۸ | ۱۸ | ۲۱  | ۲۴ | ۲۴ | ۲۷ | ۲۸ | ۲۹  | ۳۲  | ۳۲* | ۳۵  | ۳۹* | ۳۹  | ۴۲ | ۴۳ | ۴۶ | ۴۹  | ۴۹  | ۵۳ | ۵۶ | ۵۰  | ۵۶ | ۵۶ | ۵۹  | ۶۲ | ۶۳  | ۶۳ | ۶۶  | ۶۶ | ۶۶ |
| لیورپول        | ۳  | ۶ | ۹ | ۹  | ۱۰ | ۱۳ | ۱۶ | ۱۷ | ۲۰ | ۲۱ | ۲۴  | ۲۵ | ۲۸ | ۳۱ | ۳۲ | ۳۳  | ۳۳  | ۳۳  | ۳۴  | ۳۷  | ۴۰  | ۴۰ | ۴۰ | ۴۰ | ۴۰  | ۴۳  | ۴۳ | ۴۶ | ۴۳  | ۴۹ | ۵۲ | ۵۳  | ۵۴ | ۵۴* | ۵۷ | ۶۳* | ۶۶ | ۶۹ |
| منچستر سیتی    | ۰* | ۳ | ۳ | ۴  | ۷  | ۸  | ۱۱ | ۱۲ | ۱۲ | ۱۵ | ۱۸  | ۱۹ | ۲۰ | ۲۳ | ۲۶ | ۲۶* | ۲۹  | ۳۲  | ۳۵  | ۴۱* | ۴۴  | ۴۷ | ۵۰ | ۵۳ | ۵۹* | ۶۲  | ۶۵ | ۷۱ | ۶۵  | ۶۸ | ۷۱ | ۷۴  | ۷۷ | ۸۰  | ۸۰ | ۸۳  | ۸۳ | ۸۶ |
| منچستر یونایتد | ۰* | ۰ | ۳ | ۳  | ۶  | ۷  | ۷  | ۱۰ | ۱۳ | ۱۶ | ۱۹  | ۲۰ | ۲۳ | ۲۶ | ۲۷ | ۳۰  | ۳۳  | ۳۶* | ۳۷  | ۴۰* | ۴۱  | ۴۴ | ۴۵ | ۴۶ | ۴۹  | ۵۰  | ۵۴ | ۵۷ | ۵۱  | ۶۰ | ۶۳ | ۶۶  | ۶۷ | ۶۷  | ۷۰ | ۷۰  | ۷۱ | ۷۴ |
| نیوکاسل        | ۳  | ۳ | ۴ | ۷  | ۷  | ۸  | ۱۱ | ۱۱ | ۱۱ | ۱۴ | ۱۴  | ۱۷ | ۱۷ | ۱۸ | ۱۸ | ۱۹  | ۱۹  | ۱۹  | ۱۹  | ۱۹  | ۲۲  | ۲۲ | ۲۵ | ۲۵ | ۲۵  | ۲۶  | ۲۷ | ۲۸ | ۲۸  | ۲۹ | ۳۲ | ۳۵  | ۳۶ | ۳۶  | ۳۹ | ۳۹  | ۴۲ | ۴۵ |
| شفیلد          | ۰  | ۰ | ۰ | ۰  | ۱  | ۱  | ۱  | ۱  | ۱  | ۱  | ۱   | ۱  | ۱  | ۲  | ۲  | ۲   | ۲   | ۵   | ۵   | ۸   | ۸   | ۱۱ | ۱۱ | ۱۱ | ۱۱  | ۱۱  | ۱۴ | ۱۴ | ۱۴  | ۱۴ | ۱۴ | ۱۴  | ۱۷ | ۱۷  | ۱۷ | ۲۰  | ۲۰ | ۲۳ |
| ساوت‌همپتون     | ۰  | ۰ | ۳ | ۶  | ۷  | ۱۰ | ۱۳ | ۱۶ | ۱۷ | ۱۷ | ۲۰  | ۲۳ | ۲۴ | ۲۴ | ۲۵ | ۲۶  | ۲۹  | ۲۹  | ۲۹  | ۲۹  | ۲۹  | ۲۹ | ۲۹ | ۲۹ | ۳۰  | ۳۰  | ۳۳ | ۳۳ | ۳۳  | ۳۶ | ۳۶ | ۳۶* | ۳۳ | ۳۷  | ۳۷ | ۴۳* | ۴۳ | ۴۳ |
| تاتنهام        | ۰  | ۳ | ۴ | ۷  | ۸  | ۱۱ | ۱۴ | ۱۷ | ۲۰ | ۲۱ | ۲۴  | ۲۵ | ۲۵ | ۲۵ | ۲۶ | ۲۶* | ۲۹  | ۳۰* | ۳۳  | ۳۳  | ۳۳  | ۳۳ | ۳۶ | ۳۶ | ۳۶  | ۳۹  | ۴۵ | ۴۵ | ۴۸* | ۴۹ | ۴۹ | ۵۰  | ۴۲ | ۵۶* | ۵۶ | ۵۹  | ۵۹ | ۶۲ |
| وست برومویچ    | ۰  | ۰ | ۱ | ۱  | ۲  | ۳  | ۳  | ۳  | ۳  | ۶  | ۶   | ۶  | ۷  | ۷  | ۸  | ۸   | ۸   | ۸   | ۱۱  | ۱۱  | ۱۲  | ۱۲ | ۱۲ | ۱۳ | ۱۴  | ۱۷  | ۱۸ | ۱۸ | ۱۷  | ۲۱ | ۲۴ | ۲۴  | ۲۵ | ۲۶  | ۲۶ | ۲۶  | ۲۹ | ۲۹ |
| وست‌هام         | ۰  | ۰ | ۳ | ۶  | ۷  | ۸  | ۸  | ۱۱ | ۱۴ | ۱۷ | ۱۷  | ۲۰ | ۲۱ | ۲۱ | ۲۲ | ۲۳  | ۲۶  | ۲۶* | ۲۹  | ۳۵* | ۳۵  | ۳۸ | ۳۹ | ۴۲ | ۴۵  | ۴۵  | ۴۸ | ۴۸ | ۴۹  | ۵۲ | ۵۵ | ۵۵  | ۵۵ | ۵۸  | ۵۸ | ۵۹  | ۵۹ | ۶۲ |
| ولورهمپتون     | ۳  | ۳ | ۳ | ۶  | ۹  | ۱۰ | ۱۳ | ۱۳ | ۱۴ | ۱۷ | ۱۷  | ۱۷ | ۲۰ | ۲۰ | ۲۱ | ۲۱  | ۲۲  | ۲۲  | ۲۲  | ۲۳  | ۲۳  | ۲۶ | ۲۷ | ۳۰ | ۳۳  | ۳۴  | ۳۵ | ۳۵ | ۳۴  | ۳۵ | ۳۸ | ۴۱  | ۴۱ | ۴۲  | ۴۵ | ۴۵  | ۴۵ | ۴۵ |

### جدول نتایج
| میزبان/مهمان  | ARS | ASV | BRI | BUR | CHE | CRY | EVE | FUL | LEE | LEI | LIV | MCI | MUN | NEW | SHE | SOU | TOT | WBA | WHU | WOL |
| ------------- | --- | --- | --- | --- | --- | --- | --- | --- | --- | --- | --- | --- | --- | --- | --- | --- | --- | --- | --- | --- |
| آرسنال        |     | ۰–۳ | ۲–۰ | ۰–۱ | ۳–۱ | ۰–۰ | ۰–۱ | ۱–۱ | ۴–۲ | ۰–۱ | ۰–۳ | ۰–۱ | ۰–۰ | ۳–۰ | ۲–۱ | ۱–۱ | ۲–۱ | ۳–۱ | ۲–۱ | ۱–۲ |
| استون ویلا    | ۱–۰ |     | ۱–۲ | ۰–۰ | ۲–۱ | ۳–۰ | ۰–۰ | ۳–۱ | ۰–۳ | ۱–۲ | ۷–۲ | ۱–۲ | ۱–۳ | ۲–۰ | ۱–۰ | ۳–۴ | ۰–۲ | ۲–۲ | ۱–۳ | ۰–۰ |
| برایتون       | ۰–۱ | ۰–۰ |     | ۰–۰ | ۱–۳ | ۱–۲ | ۰–۰ | ۰–۰ | ۲–۰ | ۱–۲ | ۱–۱ | ۳–۲ | ۲–۳ | ۳–۰ | ۱–۱ | ۱–۲ | ۱–۰ | ۱–۱ | ۱–۱ | ۳–۳ |
| برنلی         | ۱–۱ | ۳–۲ | ۱–۱ |     | ۰–۳ | ۱–۰ | ۱–۱ | ۱–۱ | ۰–۴ | ۱–۱ | ۰–۳ | ۰–۲ | ۰–۱ | ۱–۲ | ۱–۰ | ۰–۱ | ۰–۱ | ۰–۰ | ۱–۲ | ۲–۱ |
| چلسی          | ۰–۱ | ۱–۱ | ۰–۰ | ۲–۰ |     | ۴–۰ | ۲–۰ | ۲–۰ | ۳–۱ | ۲–۱ | ۰–۲ | ۱–۳ | ۰–۰ | ۲–۰ | ۴–۱ | ۳–۳ | ۰–۰ | ۲–۵ | ۳–۰ | ۰–۰ |
| کریستال پالاس | ۱–۳ | ۳–۲ | ۱–۱ | ۰–۳ | ۱–۴ |     | ۱–۲ | ۰–۰ | ۴–۱ | ۱–۱ | ۰–۷ | ۰–۲ | ۰–۰ | ۰–۲ | ۲–۰ | ۱–۰ | ۱–۱ | ۱–۰ | ۲–۳ | ۱–۰ |
| اورتون        | ۲–۱ | ۱–۲ | ۴–۲ | ۱–۲ | ۱–۰ | ۱–۱ |     | ۰–۲ | ۰–۱ | ۱–۱ | ۲–۲ | ۱–۳ | ۱–۳ | ۰–۲ | ۰–۱ | ۱–۰ | ۲–۲ | ۵–۲ | ۰–۱ | ۱–۰ |
| فولام         | ۰–۳ | ۰–۳ | ۰–۰ | ۰–۲ | ۰–۱ | ۱–۲ | ۲–۳ |     | ۱–۲ | ۰–۲ | ۱–۱ | ۰–۳ | ۱–۱ | ۰–۲ | ۱–۰ | ۰–۰ | ۰–۱ | ۲–۰ | ۰–۰ | ۰–۱ |
| لیدز          | ۰–۰ | ۰–۱ | ۰–۱ | ۱–۰ | ۰–۰ | ۲–۰ | ۱–۲ | ۴–۳ |     | ۱–۴ | ۱–۱ | ۱–۱ | ۰–۰ | ۵–۲ | ۲–۱ | ۳–۰ | ۳–۱ | ۳–۱ | ۱–۲ | ۰–۱ |
| لستر          | ۱–۳ | ۰–۱ | ۳–۰ | ۴–۲ | ۲–۰ | ۲–۱ | ۰–۲ | ۱–۲ | ۱–۳ |     | ۳–۱ | ۰–۲ | ۲–۲ | ۲–۴ | ۵–۰ | ۲–۰ | ۲–۴ | ۳–۰ | ۰–۳ | ۱–۰ |
| لیورپول       | ۳–۱ | ۲–۱ | ۰–۱ | ۰–۱ | ۰–۱ | ۲–۰ | ۰–۲ | ۰–۱ | ۴–۳ | ۳–۰ |     | ۱–۴ | ۰–۰ | ۱–۱ | ۲–۱ | ۲–۰ | ۲–۱ | ۱–۱ | ۲–۱ | ۴–۰ |
| منچستر سیتی   | ۱–۰ | ۲–۰ | ۱–۰ | ۵–۰ | ۱–۲ | ۴–۰ | ۵–۰ | ۲–۰ | ۱–۲ | ۲–۵ | ۱–۱ |     | ۰–۲ | ۲–۰ | ۱–۰ | ۵–۲ | ۳–۰ | ۱–۱ | ۲–۱ | ۴–۱ |
| منچستر        | ۰–۱ | ۲–۱ | ۲–۱ | ۳–۱ | ۰–۰ | ۱–۳ | ۳–۳ | ۱–۱ | ۶–۲ | ۱–۲ | ۲–۴ | ۰–۰ |     | ۳–۱ | ۱–۲ | ۹–۰ | ۱–۶ | ۱–۰ | ۱–۰ | ۱–۰ |
| نیوکاسل       | ۰–۲ | ۱–۱ | ۰–۳ | ۳–۱ | ۰–۲ | ۱–۲ | ۲–۱ | ۱–۱ | ۱–۲ | ۱–۲ | ۰–۰ | ۳–۴ | ۱–۴ |     | ۱–۰ | ۳–۲ | ۲–۲ | ۲–۱ | ۳–۲ | ۱–۱ |
| شفیلد         | ۰–۳ | ۱–۰ | ۱–۰ | ۱–۰ | ۱–۲ | ۰–۲ | ۰–۱ | ۱–۱ | ۰–۱ | ۱–۲ | ۰–۲ | ۰–۱ | ۲–۳ | ۱–۰ |     | ۰–۲ | ۱–۳ | ۲–۱ | ۰–۱ | ۰–۲ |
| ساوتهمپتون    | ۱–۳ | ۰–۱ | ۱–۲ | ۳–۲ | ۱–۱ | ۳–۱ | ۲–۰ | ۳–۱ | ۰–۲ | ۱–۱ | ۱–۰ | ۰–۱ | ۲–۳ | ۲–۰ | ۳–۰ |     | ۲–۵ | ۲–۰ | ۰–۰ | ۱–۲ |
| تاتنهام       | ۲–۰ | ۱–۲ | ۲–۱ | ۴–۰ | ۰–۱ | ۴–۱ | ۰–۱ | ۱–۱ | ۳–۰ | ۰–۲ | ۱–۳ | ۲–۰ | ۱–۳ | ۱–۱ | ۴–۰ | ۲–۱ |     | ۲–۰ | ۳–۳ | ۲–۰ |
| وست برومویچ   | ۰–۴ | ۰–۳ | ۱–۰ | ۰–۰ | ۳–۳ | ۱–۵ | ۰–۱ | ۲–۲ | ۰–۵ | ۰–۳ | ۱–۲ | ۰–۵ | ۱–۱ | ۰–۰ | ۱–۰ | ۳–۰ | ۰–۱ |     | ۱–۳ | ۱–۱ |
| وستهام        | ۳–۳ | ۲–۱ | ۲–۲ | ۱–۰ | ۰–۱ | ۱–۱ | ۰–۱ | ۱–۰ | ۲–۰ | ۳–۲ | ۱–۳ | ۱–۱ | ۱–۳ | ۰–۲ | ۳–۰ | ۳–۰ | ۲–۱ | ۲–۱ |     | ۴–۰ |
| ولورهمپتون    | ۲–۱ | ۰–۱ | ۲–۱ | ۰–۴ | ۲–۱ | ۲–۰ | ۱–۲ | ۱–۰ | ۱–۰ | ۰–۰ | ۰–۱ | ۱–۳ | ۱–۲ | ۱–۱ | ۱–۰ | ۱–۱ | ۱–۱ | ۲–۳ | ۲–۳ |     |

### تقویم لیگ
نتایج هفتگی لیگ برتر ۲۱–۲۰۲۰.

#### نیم فصل اول
| فولام                  | 0 - 3 | آرسنال          | کریون کاتج   | ۱۲ سپتامبر | ۱۲:۳۰ |
| کریستال پالاس          | 1 - 0 | ساوت‌همپتون      | سلهارست پارک | ۱۲ سپتامبر | ۱۵:۰۰ |
| لیورپول                | 4 - 3 | لیدز یونایتد    | آنفیلد       | ۱۲ سپتامبر | ۱۷:۳۰ |
| وستهام یونایتد         | 2 - 0 | نیوکاسل یونایتد | المپیک لندن  | ۱۲ سپتامبر | ۲۰:۰۰ |
| وست برومویچ آلبیون     | 0 - 3 | لستر سیتی       | هاوتورنز     | ۱۳ سپتامبر | ۱۴:۰۰ |
| تاتنهام                | 1 - 0 | اورتون          | تاتنهام      | ۱۳ سپتامبر | ۱۶:۳۰ |
| شفیلد یونایتد          | 1 - 1 | ولورهمپتون      | برامال لین   | ۱۴ سپتامبر | ۱۸:۰۰ |
| برایتون اند هوو آلبیون | 1 - 3 | چلسی            | آمکس         | ۱۴ سپتامبر | ۲۰:۱۵ |
| برنلی                  | 0 - 1 | منچستر یونایتد  | تارف مور     | ۱۲ ژانویه  | ۲۰:۱۵ |
| منچستر سیتی            | 2 - 0 | استون ویلا      | اتحاد        | ۲۰ ژانویه  | ۱۸:۰۰ |

| اورتون          | 5 - 2 | وست برومویچ آلبیون     | گودیسون پارک  | ۱۹ سپتامبر | ۱۲:۳۰ |
| لیدز یونایتد    | 4 - 3 | فولام                  | الاند رود     | ۱۹ سپتامبر | ۱۵:۰۰ |
| منچستر یونایتد  | 1 - 3 | کریستال پالاس          | الدترافورد    | ۱۹ سپتامبر | ۱۷:۳۰ |
| آرسنال          | 2 - 1 | وستهام یونایتد         | امارات        | ۱۹ سپتامبر | ۲۰:۰۰ |
| ساوت‌همپتون      | 2 - 5 | تاتنهام                | سنت مریز      | ۲۰ سپتامبر | ۱۲:۰۰ |
| نیوکاسل یونایتد | 0 - 3 | برایتون اند هوو آلبیون | سنت جیمز پارک | ۲۰ سپتامبر | ۱۴:۰۰ |
| چلسی            | 0 - 2 | لیورپول                | استمفورد بریج | ۲۰ سپتامبر | ۱۶:۳۰ |
| لستر سیتی       | 4 - 2 | برنلی                  | کینگ‌پاور      | ۲۰ سپتامبر | ۱۹:۰۰ |
| استون ویلا      | 1 - 0 | شفیلد یونایتد          | ویلا پارک     | ۲۱ سپتامبر | ۱۸:۰۰ |
| ولورهمپتون      | 1 - 3 | منچستر سیتی            | مالینیو       | ۲۱ سپتامبر | ۲۰:۱۵ |

| برایتون اند هوو آلبیون | 2 - 3 | منچستر یونایتد  | آمکس         | ۲۶ سپتامبر | ۱۲:۳۰ |
| کریستال پالاس          | 1 - 2 | اورتون          | سلهارست پارک | ۲۶ سپتامبر | ۱۵:۰۰ |
| وست برومویچ آلبیون     | 3 - 3 | چلسی            | هاوتورنز     | ۲۶ سپتامبر | ۱۷:۳۰ |
| برنلی                  | 0 - 1 | ساوت‌همپتون      | تارف مور     | ۲۶ سپتامبر | ۲۰:۰۰ |
| شفیلد یونایتد          | 0 - 1 | لیدز یونایتد    | برامال لین   | ۲۷ سپتامبر | ۱۲:۰۰ |
| تاتنهام                | 1 - 1 | نیوکاسل یونایتد | تاتنهام      | ۲۷ سپتامبر | ۱۴:۰۰ |
| منچستر سیتی            | 2 - 5 | لستر سیتی       | اتحاد        | ۲۷ سپتامبر | ۱۶:۳۰ |
| وستهام یونایتد         | 4 - 0 | ولورهمپتون      | المپیک لندن  | ۲۷ سپتامبر | ۱۹:۰۰ |
| فولام                  | 0 - 3 | استون ویلا      | کریون کاتج   | ۲۸ سپتامبر | ۱۷:۴۵ |
| لیورپول                | 3 - 1 | آرسنال          | آنفیلد       | ۲۸ سپتامبر | ۲۰:۰۰ |

| چلسی            | 4 - 0 | کریستال پالاس          | استمفورد بریج | ۳ اکتبر | ۱۲:۳۰ |
| اورتون          | 4 - 2 | برایتون اند هوو آلبیون | گودیسون پارک  | ۳ اکتبر | ۱۵:۰۰ |
| لیدز یونایتد    | 1 - 1 | منچستر سیتی            | الاند رود     | ۳ اکتبر | ۱۷:۳۰ |
| نیوکاسل یونایتد | 3 - 1 | برنلی                  | سنت جیمز پارک | ۳ اکتبر | ۲۰:۰۰ |
| لستر سیتی       | 0 - 3 | وستهام یونایتد         | کینگ‌پاور      | ۴ اکتبر | ۱۲:۰۰ |
| ساوت‌همپتون      | 2 - 0 | وست برومویچ آلبیون     | سنت مریز      | ۴ اکتبر | ۱۲:۰۰ |
| آرسنال          | 2 - 1 | شفیلد یونایتد          | امارات        | ۴ اکتبر | ۱۴:۰۰ |
| ولورهمپتون      | 1 - 0 | فولام                  | مالینیو       | ۴ اکتبر | ۱۴:۰۰ |
| منچستر یونایتد  | 1 - 6 | تاتنهام                | الدترافورد    | ۴ اکتبر | ۱۶:۳۰ |
| استون ویلا      | 7 - 2 | لیورپول                | ویلا پارک     | ۴ اکتبر | ۱۹:۱۵ |

| اورتون             | 2 - 2 | لیورپول                | گودیسون پارک  | ۱۷ اکتبر | ۱۲:۳۰ |
| چلسی               | 3 - 3 | ساوت‌همپتون             | استمفورد بریج | ۱۷ اکتبر | ۱۵:۰۰ |
| منچستر سیتی        | 1 - 0 | آرسنال                 | اتحاد         | ۱۷ اکتبر | ۱۷:۰۰ |
| نیوکاسل یونایتد    | 1 - 4 | منچستر یونایتد         | سنت جیمز پارک | ۱۷ اکتبر | ۲۰:۰۰ |
| شفیلد یونایتد      | 1 - 1 | فولام                  | برامال لین    | ۱۸ اکتبر | ۱۲:۰۰ |
| کریستال پالاس      | 1 - 1 | برایتون اند هوو آلبیون | سلهارست پارک  | ۱۸ اکتبر | ۱۴:۰۰ |
| تاتنهام            | 3 - 3 | وستهام یونایتد         | تاتنهام       | ۱۸ اکتبر | ۱۶:۳۰ |
| لستر سیتی          | 0 - 1 | استون ویلا             | کینگ‌پاور      | ۱۸ اکتبر | ۱۹:۱۵ |
| وست برومویچ آلبیون | 0 - 0 | برنلی                  | هاوتورنز      | ۱۹ اکتبر | ۱۶:۳۰ |
| لیدز یونایتد       | 0 - 1 | ولورهمپتون             | الاند رود     | ۱۹ اکتبر | ۲۰:۰۰ |

| استون ویلا             | 0 - 3 | لیدز یونایتد       | ویلا پارک   | ۲۳ اکتبر | ۲۰:۰۰ |
| وستهام یونایتد         | 1 - 1 | منچستر سیتی        | المپیک لندن | ۲۴ اکتبر | ۱۲:۳۰ |
| فولام                  | 1 - 2 | کریستال پالاس      | کریون کاتج  | ۲۴ اکتبر | ۱۵:۰۰ |
| منچستر یونایتد         | 0 - 0 | چلسی               | الدترافورد  | ۲۴ اکتبر | ۱۷:۳۰ |
| لیورپول                | 2 - 1 | شفیلد یونایتد      | آنفیلد      | ۲۴ اکتبر | ۲۰:۰۰ |
| ساوت‌همپتون             | 2 - 0 | اورتون             | سنت مریز    | ۲۵ اکتبر | ۱۴:۰۰ |
| ولورهمپتون             | 1 - 1 | نیوکاسل یونایتد    | مالینیو     | ۲۵ اکتبر | ۱۶:۳۰ |
| آرسنال                 | 0 - 1 | لستر سیتی          | امارات      | ۲۵ اکتبر | ۱۹:۱۵ |
| برایتون اند هوو آلبیون | 1 - 1 | وست برومویچ آلبیون | آمکس        | ۲۶ اکتبر | ۱۷:۳۰ |
| برنلی                  | 0 - 1 | تاتنهام            | تارف مور    | ۲۶ اکتبر | ۲۰:۰۰ |

| ولورهمپتون      | 2 - 0 | کریستال پالاس          | مالینیو       | ۳۰ اکتبر | ۲۰:۰۰ |
| شفیلد یونایتد   | 0 - 1 | منچستر سیتی            | برامال لین    | ۳۱ اکتبر | ۱۲:۳۰ |
| برنلی           | 0 - 3 | چلسی                   | تارف مور      | ۳۱ اکتبر | ۱۵:۰۰ |
| لیورپول         | 2 - 1 | وستهام یونایتد         | آنفیلد        | ۳۱ اکتبر | ۱۷:۳۰ |
| استون ویلا      | 3 - 4 | ساوت‌همپتون             | ویلا پارک     | ۱ نوامبر | ۱۲:۰۰ |
| نیوکاسل یونایتد | 2 - 1 | اورتون                 | سنت جیمز پارک | ۱ نوامبر | ۱۴:۰۰ |
| منچستر یونایتد  | 0 - 1 | آرسنال                 | الدترافورد    | ۱ نوامبر | ۱۶:۳۰ |
| تاتنهام         | 2 - 1 | برایتون اند هوو آلبیون | تاتنهام       | ۱ نوامبر | ۱۹:۱۵ |
| فولام           | 2 - 0 | وست برومویچ آلبیون     | کریون کاتج    | ۲ نوامبر | ۱۷:۳۰ |
| لیدز یونایتد    | 1 - 4 | لستر سیتی              | الاند رود     | ۲ نوامبر | ۲۰:۰۰ |

| برایتون اند هوو آلبیون | 0 - 0 | برنلی           | آمکس          | ۶ نوامبر | ۱۷:۳۰ |
| ساوت‌همپتون             | 2 - 0 | نیوکاسل یونایتد | سنت مریز      | ۶ نوامبر | ۲۰:۰۰ |
| اورتون                 | 1 - 3 | منچستر یونایتد  | گودیسون پارک  | ۷ نوامبر | ۱۲:۳۰ |
| کریستال پالاس          | 4 - 1 | لیدز یونایتد    | سلهارست پارک  | ۷ نوامبر | ۱۵:۰۰ |
| چلسی                   | 4 - 1 | شفیلد یونایتد   | استمفورد بریج | ۷ نوامبر | ۱۷:۳۰ |
| وستهام یونایتد         | 1 - 0 | فولام           | المپیک لندن   | ۷ نوامبر | ۲۰:۰۰ |
| وست برومویچ آلبیون     | 0 - 1 | تاتنهام         | هاوتورنز      | ۸ نوامبر | ۱۲:۰۰ |
| لستر سیتی              | 1 - 0 | ولورهمپتون      | کینگ‌پاور      | ۸ نوامبر | ۱۴:۰۰ |
| منچستر سیتی            | 1 - 1 | لیورپول         | اتحاد         | ۸ نوامبر | ۱۶:۳۰ |
| آرسنال                 | 0 - 3 | استون ویلا      | امارات        | ۸ نوامبر | ۱۹:۱۵ |

| نیوکاسل یونایتد | 0 - 2 | چلسی                   | سنت جیمز پارک | ۲۱ نوامبر | ۱۲:۳۰ |
| استون ویلا      | 1 - 2 | برایتون اند هوو آلبیون | ویلا پارک     | ۲۱ نوامبر | ۱۵:۰۰ |
| تاتنهام         | 2 - 0 | منچستر سیتی            | تاتنهام       | ۲۱ نوامبر | ۱۷:۳۰ |
| منچستر یونایتد  | 1 - 0 | وست برومویچ آلبیون     | الدترافورد    | ۲۱ نوامبر | ۲۰:۰۰ |
| فولام           | 2 - 3 | اورتون                 | کریون کاتج    | ۲۲ نوامبر | ۱۲:۰۰ |
| شفیلد یونایتد   | 0 - 1 | وستهام یونایتد         | برامال لین    | ۲۲ نوامبر | ۱۴:۰۰ |
| لیدز یونایتد    | 0 - 0 | آرسنال                 | الاند رود     | ۲۲ نوامبر | ۱۶:۳۰ |
| لیورپول         | 3 - 0 | لستر سیتی              | آنفیلد        | ۲۲ نوامبر | ۱۹:۱۵ |
| برنلی           | 1 - 0 | کریستال پالاس          | تارف مور      | ۲۳ نوامبر | ۱۷:۳۰ |
| ولورهمپتون      | 1 - 1 | ساوت‌همپتون             | مالینیو       | ۲۳ نوامبر | ۲۰:۰۰ |

| کریستال پالاس          | 0 - 2 | نیوکاسل یونایتد | سلهارست پارک  | ۲۷ نوامبر | ۲۰:۰۰ |
| برایتون اند هوو آلبیون | 1 - 1 | لیورپول         | آمکس          | ۲۸ نوامبر | ۱۲:۳۰ |
| منچستر سیتی            | 5 - 0 | برنلی           | اتحاد         | ۲۸ نوامبر | ۱۵:۰۰ |
| اورتون                 | 0 - 1 | لیدز یونایتد    | گودیسون پارک  | ۲۸ نوامبر | ۱۷:۳۰ |
| وست برومویچ آلبیون     | 1 - 0 | شفیلد یونایتد   | هاوتورنز      | ۲۸ نوامبر | ۲۰:۰۰ |
| ساوت‌همپتون             | 2 - 3 | منچستر یونایتد  | سنت مریز      | ۲۹ نوامبر | ۱۴:۰۰ |
| چلسی                   | 0 - 0 | تاتنهام         | استمفورد بریج | ۲۹ نوامبر | ۱۶:۳۰ |
| آرسنال                 | 1 - 2 | ولورهمپتون      | امارات        | ۲۹ نوامبر | ۱۹:۱۵ |
| لستر سیتی              | 1 - 2 | فولام           | کینگ‌پاور      | ۳۰ نوامبر | ۱۷:۳۰ |
| وستهام یونایتد         | 2 - 1 | استون ویلا      | المپیک لندن   | ۳۰ نوامبر | ۲۰:۰۰ |

| برنلی                  | 1 - 1 | اورتون          | تارف مور      | ۵ دسامبر  | ۱۲:۳۰ |
| منچستر سیتی            | 2 - 0 | فولام           | اتحاد         | ۵ دسامبر  | ۱۵:۰۰ |
| وستهام یونایتد         | 1 - 3 | منچستر یونایتد  | المپیک لندن   | ۵ دسامبر  | ۱۷:۳۰ |
| چلسی                   | 3 - 1 | لیدز یونایتد    | استمفورد بریج | ۵ دسامبر  | ۲۰:۰۰ |
| وست برومویچ آلبیون     | 1 - 5 | کریستال پالاس   | هاوتورنز      | ۶ دسامبر  | ۱۲:۰۰ |
| شفیلد یونایتد          | 1 - 2 | لستر سیتی       | برامال لین    | ۶ دسامبر  | ۱۴:۱۵ |
| تاتنهام                | 2 - 0 | آرسنال          | تاتنهام       | ۶ دسامبر  | ۱۶:۳۰ |
| لیورپول                | 4 - 0 | ولورهمپتون      | آنفیلد        | ۶ دسامبر  | ۱۹:۱۵ |
| برایتون اند هوو آلبیون | 1 - 2 | ساوت‌همپتون      | آمکس          | ۷ دسامبر  | ۲۰:۰۰ |
| استون ویلا             | 2 - 0 | نیوکاسل یونایتد | ویلا پارک     | ۲۳ ژانویه | ۲۰:۰۰ |

| لیدز یونایتد    | 1 - 2 | وستهام یونایتد         | الاند رود     | ۱۱ دسامبر | ۲۰:۰۰ |
| ولورهمپتون      | 0 - 1 | استون ویلا             | مالینیو       | ۱۲ دسامبر | ۱۲:۳۰ |
| نیوکاسل یونایتد | 2 - 1 | وست برومویچ آلبیون     | سنت جیمز پارک | ۱۲ دسامبر | ۱۵:۰۰ |
| منچستر یونایتد  | 0 - 0 | منچستر سیتی            | الدترافورد    | ۱۲ دسامبر | ۱۷:۳۰ |
| اورتون          | 1 - 0 | چلسی                   | گودیسون پارک  | ۱۲ دسامبر | ۲۰:۰۰ |
| ساوت‌همپتون      | 3 - 0 | شفیلد یونایتد          | سنت مریز      | ۱۳ دسامبر | ۱۲:۰۰ |
| کریستال پالاس   | 1 - 1 | تاتنهام                | سلهارست پارک  | ۱۳ دسامبر | ۱۴:۱۵ |
| فولام           | 1 - 1 | لیورپول                | کریون کاتج    | ۱۳ دسامبر | ۱۶:۳۰ |
| آرسنال          | 0 - 1 | برنلی                  | امارات        | ۱۳ دسامبر | ۱۹:۱۵ |
| لستر سیتی       | 3 - 0 | برایتون اند هوو آلبیون |               | ۱۳ دسامبر | ۱۹:۱۵ |

| ولورهمپتون     | 2 - 1 | چلسی                   | مالینیو     | ۱۵ دسامبر | ۱۸:۰۰ |
| منچستر سیتی    | 1 - 1 | وست برومویچ آلبیون     | اتحاد       | ۱۵ دسامبر | ۲۰:۰۰ |
| آرسنال         | 1 - 1 | ساوت‌همپتون             | امارات      | ۱۶ دسامبر | ۱۸:۰۰ |
| لیدز یونایتد   | 5 - 2 | نیوکاسل یونایتد        | الاند رود   | ۱۶ دسامبر | ۱۸:۰۰ |
| لستر سیتی      | 0 - 2 | اورتون                 | کینگ‌پاور    | ۱۶ دسامبر | ۱۸:۰۰ |
| فولام          | 0 - 0 | برایتون اند هوو آلبیون | کریون کاتج  | ۱۶ دسامبر | ۲۰:۰۰ |
| وستهام یونایتد | 1 - 1 | کریستال پالاس          | المپیک لندن | ۱۶ دسامبر | ۲۰:۰۰ |
| لیورپول        | 2 - 1 | تاتنهام                | آنفیلد      | ۱۶ دسامبر | ۲۰:۰۰ |
| استون ویلا     | 0 - 0 | برنلی                  | ویلا پارک   | ۱۷ دسامبر | ۱۸:۰۰ |
| شفیلد یونایتد  | 2 - 3 | منچستر یونایتد         | برامال لین  | ۱۷ دسامبر | ۲۰:۰۰ |

| کریستال پالاس          | 0 - 7 | لیورپول        | سلهارست پارک  | ۱۹ دسامبر | ۱۲:۳۰ |
| ساوت‌همپتون             | 0 - 1 | منچستر سیتی    | سنت مریز      | ۱۹ دسامبر | ۱۵:۰۰ |
| اورتون                 | 2 - 1 | آرسنال         | گودیسون پارک  | ۱۹ دسامبر | ۱۷:۳۰ |
| نیوکاسل یونایتد        | 1 - 1 | فولام          | سنت جیمز پارک | ۱۹ دسامبر | ۲۰:۰۰ |
| برایتون اند هوو آلبیون | 1 - 1 | شفیلد یونایتد  | آمکس          | ۲۰ دسامبر | ۱۲:۰۰ |
| تاتنهام                | 0 - 2 | لستر سیتی      | تاتنهام       | ۲۰ دسامبر | ۱۴:۱۵ |
| منچستر یونایتد         | 6 - 2 | لیدز یونایتد   | الدترافورد    | ۲۰ دسامبر | ۱۶:۳۰ |
| وست برومویچ آلبیون     | 0 - 3 | استون ویلا     | هاوتورنز      | ۲۰ دسامبر | ۱۹:۱۵ |
| برنلی                  | 2 - 1 | ولورهمپتون     | تارف مور      | ۲۱ دسامبر | ۱۷:۳۰ |
| چلسی                   | 3 - 0 | وستهام یونایتد | استمفورد بریج | ۲۱ دسامبر | ۲۰:۰۰ |

| لستر سیتی      | 2 - 2 | منچستر یونایتد         | کینگ‌پاور    | ۲۶ دسامبر | ۱۲:۳۰ |
| استون ویلا     | 3 - 0 | کریستال پالاس          | ویلا پارک   | ۲۶ دسامبر | ۱۵:۰۰ |
| فولام          | 0 - 0 | ساوت‌همپتون             | کریون کاتج  | ۲۶ دسامبر | ۱۵:۰۰ |
| آرسنال         | 3 - 1 | چلسی                   | امارات      | ۲۶ دسامبر | ۱۷:۳۰ |
| منچستر سیتی    | 2 - 0 | نیوکاسل یونایتد        | اتحاد       | ۲۶ دسامبر | ۲۰:۰۰ |
| شفیلد یونایتد  | 0 - 1 | اورتون                 | برامال لین  | ۲۶ دسامبر | ۲۰:۰۰ |
| لیدز یونایتد   | 1 - 0 | برنلی                  | الاند رود   | ۲۷ دسامبر | ۱۲:۰۰ |
| وستهام یونایتد | 2 - 2 | برایتون اند هوو آلبیون | المپیک لندن | ۲۷ دسامبر | ۱۴:۱۵ |
| لیورپول        | 1 - 1 | وست برومویچ آلبیون     | آنفیلد      | ۲۷ دسامبر | ۱۶:۳۰ |
| ولورهمپتون     | 1 - 1 | تاتنهام                | مالینیو     | ۲۷ دسامبر | ۱۹:۱۵ |

| کریستال پالاس          | 1 - 1 | لستر سیتی      | سلهارست پارک   | ۲۸ دسامبر | ۱۵:۰۰ |  |
| چلسی                   | 1 - 1 | استون ویلا     | استمفورد بریج  | ۲۸ دسامبر | ۱۷:۳۰ |  |
| برایتون اند هوو آلبیون | 0 - 1 | آرسنال         | آمکس           | ۲۹ دسامبر | ۱۸:۰۰ |  |
| ساوت‌همپتون             | 0 - 0 | وستهام یونایتد | سنت مریز       | ۲۹ دسامبر | ۱۸:۰۰ |  |
| وست برومویچ آلبیون     | 0 - 5 | لیدز یونایتد   | هاوتورنز       | ۲۹ دسامبر | ۱۸:۰۰ |  |
| برنلی                  | 1 - 0 | شفیلد یونایتد  | تارف مور       | ۲۹ دسامبر | ۱۸:۰۰ |  |
| منچستر یونایتد         | 1 - 0 | ولورهمپتون     | الدترافورد     | ۲۹ دسامبر | ۲۰:۰۰ |  |
| نیوکاسل یونایتد        | 0 - 0 | لیورپول        | سنت جیمز پارک  | ۳۰ دسامبر | ۲۰:۰۰ |  |
| تاتنهام                | 1 - 1 | فولام          | تاتنهام هاتسپر | ۱۳ ژانویه | ۲۰:۱۵ |  |
| اورتون                 | 1 - 3 | منچستر سیتی    | گودیسون پارک   | ۱۷ فوریه  | ۲۰:۱۵ |  |

| اورتون                 | 0 - 1 | وستهام یونایتد | گودیسون پارک  | ۱ ژانویه | ۱۷:۳۰ |
| منچستر یونایتد         | 2 - 1 | استون ویلا     | الدترافورد    | ۱ ژانویه | ۲۰:۰۰ |
| تاتنهام                | 3 - 0 | لیدز یونایتد   | تاتنهام       | ۲ ژانویه | ۱۲:۳۰ |
| کریستال پالاس          | 2 - 0 | شفیلد یونایتد  | سلهارست پارک  | ۲ ژانویه | ۱۵:۰۰ |
| برایتون اند هوو آلبیون | 3 - 3 | ولورهمپتون     | آمکس          | ۲ ژانویه | ۱۷:۳۰ |
| وست برومویچ آلبیون     | 0 - 4 | آرسنال         | هاوتورنز      | ۲ ژانویه | ۲۰:۰۰ |
| نیوکاسل یونایتد        | 1 - 2 | لستر سیتی      | سنت جیمز پارک | ۳ ژانویه | ۱۴:۱۵ |
| چلسی                   | 1 - 3 | منچستر سیتی    | استمفورد بریج | ۳ ژانویه | ۱۶:۳۰ |
| ساوت‌همپتون             | 1 - 0 | لیورپول        | سنت مریز      | ۴ ژانویه | ۲۰:۰۰ |
| برنلی                  | 1 - 1 | فولام          | تارف مور      | ۱۷ فوریه | ۱۸:۰۰ |

| شفیلد یونایتد  | 1 - 0 | نیوکاسل یونایتد        | ورزشگاه برامال لین | ۱۲ ژانویه | ۱۸:۰۰ |
| ولورهمپتون     | 1 - 2 | اورتون                 | ورزشگاه مالینیو    | ۱۲ ژانویه | ۲۰:۱۵ |
| منچستر سیتی    | 1 - 0 | برایتون اند هوو آلبیون | ورزشگاه اتحاد      | ۱۳ ژانویه | ۱۸:۰۰ |
| آرسنال         | 0 - 0 | کریستال پالاس          | ورزشگاه امارات     | ۱۴ ژانویه | ۲۰:۰۰ |
| وستهام یونایتد | 2 - 1 | وست برومویچ آلبیون     | المپیک لندن        | ۱۹ ژانویه | ۱۸:۰۰ |
| لستر سیتی      | 2 - 0 | چلسی                   | کینگ پاور          | ۱۹ ژانویه | ۲۰:۱۵ |
| فولام          | 1 - 2 | منچستر یونایتد         | کریون کاتج         | ۲۰ ژانویه | ۲۰:۱۵ |
| لیورپول        | 0 - 1 | برنلی                  | ورزشگاه آنفیلد     | ۲۱ ژانویه | ۲۰:۰۰ |
| لیدز یونایتد   | 3 - 0 | ساوت‌همپتون             | الاند رود          | ۲۳ فوریه  | ۱۸:۰۰ |
| استون ویلا     | 0 - 2 | تاتنهام                | ویلا پارک          | ۲۱ مارس   | ۱۹:۳۰ |

| ولورهمپتون     | 2 - 3 | وست برومویچ آلبیون     | ورزشگاه مالینیو     | ۱۶ زانویه | ۱۲:۳۰ |
| لیدز یونایتد   | 0 - 1 | برایتون اند هوو آلبیون | الاند رود           | ۱۶ زانویه | ۱۵:۰۰ |
| وستهام یونایتد | 1 - 0 | برنلی                  | ورزشگاه المپیک لندن | ۱۶ زانویه | ۱۵:۰۰ |
| فولام          | 0 - 1 | چلسی                   | کریون کاتج          | ۱۶ زانویه | ۱۷:۳۰ |
| لستر سیتی      | 2 - 0 | ساوت‌همپتون             | کینگ پاور           | ۱۶ زانویه | ۲۰:۰۰ |
| شفیلد یونایتد  | ۱ - ۳ | تاتنهام                | ورزشگاه برامال لین  | ۱۷ ژانویه | ۱۴:۰۰ |
| لیورپول        | 0 - 0 | منچستر یونایتد         | ورزشگاه آنفیلد      | ۱۷ ژانویه | ۱۶:۳۰ |
| منچستر سیتی    | 4 - 0 | کریستال پالاس          | ورزشگاه اتحاد       | ۱۷ ژانویه | ۱۹:۱۵ |
| آرسنال         | 3 - 0 | نیوکاسل یونایتد        | ورزشگاه امارات      | ۱۸ ژانویه | ۲۰:۰۰ |
| استون ویلا     | 0 - 0 | اورتون                 | ویلا پارک           | ۱۳ مه     | ۱۸:۰۰ |

#### نیم‌فصل دوم
| کریستال پالاس      | 2 - 3 | وستهام یونایتد | سلهارست پارک   | ۲۶ ژانویه | ۱۸:۰۰ |
| نیوکاسل یونایتد    | 1 - 2 | لیدز یونایتد   | سنت جیمز پارک  | ۲۶ ژانویه | ۱۸:۰۰ |
| ساوت‌همپتون         | 1 - 3 | آرسنال         | سنت مریز       | ۲۶ ژانویه | ۲۰:۱۵ |
| وست برومویچ آلبیون | 0 - 5 | منچستر سیتی    | هاوتورنز       | ۲۶ ژانویه | ۲۰:۱۵ |
| برنلی              | 3 - 2 | استون ویلا     | تارف مور       | ۲۷ ژانویه | ۱۸:۰۰ |
| چلسی               | 0 - 0 | ولورهمپتون     | استمفورد بریج  | ۲۷ ژانویه | ۱۸:۰۰ |
| برایتون            | 0 - 0 | فولام          | فالمر          | ۲۷ ژانویه | ۱۹:۳۰ |
| اورتون             | 1 - 1 | لستر سیتی      | گودیسون پارک   | ۲۷ ژانویه | ۲۰:۱۵ |
| منچستر یونایتد     | 1 - 2 | شفیلد یونایتد  | الدترافورد     | ۲۷ ژانویه | ۲۰:۱۵ |
| تاتنهام هاتسپر     | 1 - 3 | لیورپول        | تاتنهام هاتسپر | ۲۸ ژانویه | ۲۰:۰۰ |

| اورتون             | 0 - 2 | نیوکاسل یونایتد | گودیسون پارک  | ۳۰ ژانویه | ۱۲:۳۰ |
| کریستال پالاس      | 1 - 0 | ولورهمپتون      | سلهارست پارک  | ۳۰ ژانویه | ۱۵:۰۰ |
| منچستر سیتی        | 1 - 0 | شفیلد یونایتد   | اتحاد         | ۳۰ ژانویه | ۱۵:۰۰ |
| وست برومویچ آلبیون | 2 - 2 | فولام           | هاوتورنز      | ۳۰ ژانویه | ۱۵:۰۰ |
| آرسنال             | 0 - 0 | منچستر یونایتد  | امارات        | ۳۰ ژانویه | ۱۷:۳۰ |
| ساوت‌همپتون         | 0 - 1 | استون ویلا      | سنت مریز      | ۳۰ ژانویه | ۲۰:۰۰ |
| چلسی               | 2 - 0 | برنلی           | استمفورد بریج | ۳۱ ژانویه | ۱۲:۰۰ |
| لستر سیتی          | 1 - 3 | لیدز یونایتد    | کینگ‌پاور      | ۳۱ ژانویه | ۱۴:۰۰ |
| وستهام یونایتد     | 1 - 3 | لیورپول         | المپیک لندن   | ۳۱ ژانویه | ۱۶:۳۰ |
| برایتون            | 1 - 0 | تاتنهام هاتسپر  | فالمر         | ۳۱ ژانویه | ۱۹:۱۵ |

| شفیلد یونایتد   | 2 - 1 | وست برومویچ آلبیون | برامال لین     | ۲ فوریه | ۱۸:۰۰ |
| ولورهمپتون      | 2 - 1 | آرسنال             | مالینیو        | ۲ فوریه | ۱۸:۰۰ |
| منچستر یونایتد  | 9 - 0 | ساوت‌همپتون         | الدترافورد     | ۲ فوریه | ۲۰:۱۵ |
| نیوکاسل یونایتد | 1 - 2 | کریستال پالاس      | سنت جیمز پارک  | ۲ فوریه | ۲۰:۱۵ |
| برنلی           | 0 - 2 | منچستر سیتی        | تارف مور       | ۳ فوریه | ۱۸:۰۰ |
| فولام           | 0 - 2 | لستر سیتی          | کریون کاتج     | ۳ فوریه | ۱۸:۰۰ |
| لیدز یونایتد    | 1 - 2 | اورتون             | الاند رود      | ۳ فوریه | ۱۹:۳۰ |
| استون ویلا      | 1 - 3 | وستهام یونایتد     | ویلا پارک      | ۳ فوریه | ۲۰:۱۵ |
| لیورپول         | 0 - 1 | برایتون            | آنفیلد         | ۳ فوریه | ۲۰:۱۵ |
| تاتنهام هاتسپر  | 0 - 1 | چلسی               | تاتنهام هاتسپر | ۴ فوریه | ۲۰:۰۰ |

| استون ویلا      | 1 - 0 | آرسنال             | ویلا پارک      | ۶ فوریه | ۱۲:۳۰ |
| برنلی           | 1 - 1 | برایتون            | تارف مور       | ۶ فوریه | ۱۵:۰۰ |
| نیوکاسل یونایتد | 3 - 2 | ساوت‌همپتون         | سنت جیمز پارک  | ۶ فوریه | ۱۵:۰۰ |
| فولام           | 0 - 0 | وستهام یونایتد     | کریون کاتج     | ۶ فوریه | ۱۷:۳۰ |
| منچستر یونایتد  | 3 - 3 | اورتون             | الدترافورد     | ۶ فوریه | ۲۰:۰۰ |
| تاتنهام هاتسپر  | 2 - 0 | وست برومویچ آلبیون | تاتنهام هاتسپر | ۷ فوریه | ۱۲:۰۰ |
| ولورهمپتون      | 0 - 0 | لستر سیتی          | مالینیو        | ۷ فوریه | ۱۴:۰۰ |
| لیورپول         | 1 - 4 | منچستر سیتی        | آنفیلد         | ۷ فوریه | ۱۶:۳۰ |
| شفیلد یونایتد   | 1 - 2 | چلسی               | برامال لین     | ۷ فوریه | ۱۹:۱۵ |
| لیدز یونایتد    | 2 - 0 | کریستال پالاس      | الاند رود      | ۸ فوریه | ۲۰:۰۰ |

| لستر سیتی          | 3 - 1 | لیورپول         | کینگ‌پاور      | ۱۳ فوریه | ۱۲:۳۰ |
| کریستال پالاس      | 0 - 3 | برنلی           | سلهارست پارک  | ۱۳ فوریه | ۱۵:۰۰ |
| منچستر سیتی        | 3 - 0 | تاتنهام هاتسپر  | اتحاد         | ۱۳ فوریه | ۱۷:۳۰ |
| برایتون            | 0 - 0 | استون ویلا      | فالمر         | ۱۳ فوریه | ۲۰:۰۰ |
| ساوت‌همپتون         | 1 - 2 | ولورهمپتون      | سنت مریز      | ۱۴ فوریه | ۱۲:۰۰ |
| وست برومویچ آلبیون | 1 - 1 | منچستر یونایتد  | هاوتورنز      | ۱۴ فوریه | ۱۴:۰۰ |
| آرسنال             | 4 - 2 | لیدز یونایتد    | امارات        | ۱۴ فوریه | ۱۶:۳۰ |
| اورتون             | 0 - 2 | فولام           | گودیسون پارک  | ۱۴ فوریه | ۱۹:۰۰ |
| وستهام یونایتد     | 3 - 0 | شفیلد یونایتد   | المپیک لندن   | ۱۵ فوریه | ۱۸:۰۰ |
| چلسی               | 2 - 0 | نیوکاسل یونایتد | استمفورد بریج | ۱۵ فوریه | ۲۰:۰۰ |

| ولورهمپتون     | 1 - 0 | لیدز یونایتد       | مالینیو     | ۱۹ فوریه | ۲۰:۰۰ |
| ساوت‌همپتون     | 1 - 1 | چلسی               | سنت مریز    | ۲۰ فوریه | ۱۲:۳۰ |
| برنلی          | 0 - 0 | وست برومویچ آلبیون | تارف مور    | ۲۰ فوریه | ۱۵:۰۰ |
| لیورپول        | 0 - 2 | اورتون             | آنفیلد      | ۲۰ فوریه | ۱۷:۳۰ |
| فولام          | 1 - 0 | شفیلد یونایتد      | کریون کاتج  | ۲۰ فوریه | ۲۰:۰۰ |
| وستهام یونایتد | 2 - 1 | تاتنهام هاتسپر     | المپیک لندن | ۲۱ فوریه | ۱۲:۰۰ |
| استون ویلا     | 1 - 2 | لستر سیتی          | ویلا پارک   | ۲۱ فوریه | ۱۴:۰۰ |
| آرسنال         | 0 - 1 | منچستر سیتی        | امارات      | ۲۱ فوریه | ۱۶:۳۰ |
| منچستر یونایتد | 3 - 1 | نیوکاسل یونایتد    | الدترافورد  | ۲۱ فوریه | ۱۹:۰۰ |
| برایتون        | 1 - 2 | کریستال پالاس      | فالمر       | ۲۲ فوریه | ۲۰:۰۰ |

| منچستر سیتی        | 2 - 1 | وستهام یونایتد | اتحاد          | ۲۷ فوریه | ۱۲:۳۰ |
| وست برومویچ آلبیون | 1 - 0 | برایتون        | هاوتورنز       | ۲۷ فوریه | ۱۵:۰۰ |
| لیدز یونایتد       | 0 - 1 | استون ویلا     | الاند رود      | ۲۷ فوریه | ۱۷:۳۰ |
| نیوکاسل یونایتد    | 1 - 1 | ولورهمپتون     | سنت جیمز پارک  | ۲۷ فوریه | ۲۰:۰۰ |
| کریستال پالاس      | 0 - 0 | فولام          | سلهارست پارک   | ۲۸ فوریه | ۱۲:۰۰ |
| لستر سیتی          | 1 - 3 | آرسنال         | کینگ‌پاور       | ۲۸ فوریه | ۱۲:۰۰ |
| تاتنهام هاتسپر     | 4 - 0 | برنلی          | تاتنهام هاتسپر | ۲۸ فوریه | ۱۴:۰۰ |
| چلسی               | 0 - 0 | منچستر یونایتد | استمفورد بریج  | ۲۸ فوریه | ۱۶:۳۰ |
| شفیلد یونایتد      | 0 - 2 | لیورپول        | برامال لین     | ۲۸ فوریه | ۱۹:۱۵ |
| اورتون             | 1 - 0 | ساوت‌همپتون     | گودیسون پارک   | ۱ مارس   | ۲۰:۰۰ |

| برنلی              | 1 - 1 | آرسنال          | تارف مور       | ۶ مارس | ۱۲:۳۰ |
| شفیلد یونایتد      | 0 - 2 | ساوت‌همپتون      | برامال لین     | ۶ مارس | ۱۵:۰۰ |
| استون ویلا         | 0 - 0 | ولورهمپتون      | ویلا پارک      | ۶ مارس | ۱۷:۳۰ |
| برایتون            | 1 - 2 | لستر سیتی       | فالمر          | ۶ مارس | ۲۰:۰۰ |
| وست برومویچ آلبیون | 0 - 0 | نیوکاسل یونایتد | هاوتورنز       | ۷ مارس | ۱۲:۰۰ |
| لیورپول            | 0 - 1 | فولام           | آنفیلد         | ۷ مارس | ۱۴:۰۰ |
| منچستر سیتی        | 0 - 2 | منچستر یونایتد  | اتحاد          | ۷ مارس | ۱۶:۳۰ |
| تاتنهام هاتسپر     | 4 - 1 | کریستال پالاس   | تاتنهام هاتسپر | ۷ مارس | ۱۹:۱۵ |
| چلسی               | 2 - 0 | اورتون          | استمفورد بریج  | ۸ مارس | ۱۸:۰۰ |
| وستهام یونایتد     | 2 - 0 | لیدز یونایتد    | المپیک لندن    | ۸ مارس | ۲۰:۰۰ |

| نیوکاسل یونایتد | 1 - 1 | استون ویلا         | سنت جیمز پارک | ۱۲ مارس | ۲۰:۰۰ |
| لیدز یونایتد    | 0 - 0 | چلسی               | الاند رود     | ۱۳ مارس | ۱۲:۳۰ |
| کریستال پالاس   | 1 - 0 | وست برومویچ آلبیون | سلهارست پارک  | ۱۳ مارس | ۱۵:۰۰ |
| اورتون          | 1 - 2 | برنلی              | گودیسون پارک  | ۱۳ مارس | ۱۷:۳۰ |
| فولام           | 0 - 3 | منچستر سیتی        | کریون کاتج    | ۱۳ مارس | ۲۰:۰۰ |
| ساوت‌همپتون      | 1 - 2 | برایتون            | سنت مریز      | ۱۴ مارس | ۱۲:۰۰ |
| لستر سیتی       | 5 - 0 | شفیلد یونایتد      | کینگ‌پاور      | ۱۴ مارس | ۱۴:۰۰ |
| آرسنال          | 2 - 1 | تاتنهام هاتسپر     | امارات        | ۱۴ مارس | ۱۶:۳۰ |
| منچستر یونایتد  | 1 - 0 | وستهام یونایتد     | الدترافورد    | ۱۴ مارس | ۱۹:۱۵ |
| ولورهمپتون      | 0 - 1 | لیورپول            | مالینیو       | ۱۵ مارس | ۲۰:۰۰ |

| منچستر سیتی        | 4 - 1 | ولورهمپتون      | اتحاد          | ۲ مارس   | ۲۰:۰۰ |
| برنلی              | 1 - 1 | لستر سیتی       | تارف مور       | ۳ مارس   | ۱۸:۰۰ |
| شفیلد یونایتد      | 1 - 0 | استون ویلا      | برامال لین     | ۳ مارس   | ۱۸:۰۰ |
| کریستال پالاس      | 0 - 0 | منچستر یونایتد  | سلهارست پارک   | ۳ مارس   | ۲۰:۱۵ |
| وست برومویچ آلبیون | 0 - 1 | اورتون          | هاوتورنز       | ۴ مارس   | ۱۸:۰۰ |
| لیورپول            | 0 - 1 | چلسی            | آنفیلد         | ۴ مارس   | ۲۰:۱۵ |
| فولام              | 1 - 2 | لیدز یونایتد    | کریون کاتج     | ۱۹ مارس  | ۲۰:۰۰ |
| برایتون            | 3 - 0 | نیوکاسل یونایتد | فالمر          | ۲۰ مارس  | ۲۰:۰۰ |
| وستهام یونایتد     | 3 - 3 | آرسنال          | المپیک لندن    | ۲۱ مارس  | ۱۵:۰۰ |
| تاتنهام هاتسپر     | 2 - 1 | ساوت‌همپتون      | تاتنهام هاتسپر | ۲۱ آوریل | ۱۸:۰۰ |

| چلسی            | 2 - 5 | وست برومویچ آلبیون | استمفورد بریج | ۳ آوریل | ۱۲:۳۰ |
| لیدز یونایتد    | 2 - 1 | شفیلد یونایتد      | الاند رود     | ۳ آوریل | ۱۵:۰۰ |
| لستر سیتی       | 0 - 2 | منچستر سیتی        | کینگ‌پاور      | ۳ آوریل | ۱۷:۳۰ |
| آرسنال          | 0 - 3 | لیورپول            | امارات        | ۳ آوریل | ۲۰:۰۰ |
| ساوت‌همپتون      | 3 - 2 | برنلی              | سنت مریز      | ۴ آوریل | ۱۲:۰۰ |
| نیوکاسل یونایتد | 2 - 2 | تاتنهام هاتسپر     | سنت جیمز پارک | ۴ آوریل | ۱۴:۰۵ |
| استون ویلا      | 3 - 1 | فولام              | ویلا پارک     | ۴ آوریل | ۱۶:۳۰ |
| منچستر یونایتد  | 2 - 1 | برایتون            | الدترافورد    | ۴ آوریل | ۱۹:۳۰ |
| اورتون          | 1 - 1 | کریستال پالاس      | گودیسون پارک  | ۵ آوریل | ۱۸:۰۰ |
| ولورهمپتون      | 2 - 3 | وستهام یونایتد     | مالینیو       | ۵ آوریل | ۲۰:۱۵ |

| فولام              | 0 - 1 | ولورهمپتون      | کریون کاتج     | ۹ آوریل  | ۲۰:۰۰ |
| منچستر سیتی        | 1 - 2 | لیدز یونایتد    | اتحاد          | ۱۰ آوریل | ۱۲:۳۰ |
| لیورپول            | 2 - 1 | استون ویلا      | آنفیلد         | ۱۰ آوریل | ۱۵:۰۰ |
| کریستال پالاس      | 1 - 4 | چلسی            | سلهارست پارک   | ۱۰ آوریل | ۱۷:۳۰ |
| برنلی              | 1 - 2 | نیوکاسل یونایتد | تارف مور       | ۱۱ آوریل | ۱۲:۰۰ |
| وستهام یونایتد     | 3 - 2 | لستر سیتی       | المپیک لندن    | ۱۱ آوریل | ۱۴:۰۵ |
| تاتنهام هاتسپر     | 1 - 3 | منچستر یونایتد  | تاتنهام هاتسپر | ۱۱ آوریل | ۱۶:۳۰ |
| شفیلد یونایتد      | 0 - 3 | آرسنال          | برامال لین     | ۱۱ آوریل | ۱۹:۰۰ |
| وست برومویچ آلبیون | 3 - 0 | ساوت‌همپتون      | هاوتورنز       | ۱۲ آوریل | ۱۸:۰۰ |
| برایتون            | 0 - 0 | اورتون          | فالمر          | ۱۲ آوریل | ۲۰:۱۵ |

| اورتون          | 2 - 2 | تاتنهام هاتسپر     | گودیسون پارک  | ۱۶ آوریل | ۲۰:۰۰ |
| نیوکاسل یونایتد | 3 - 2 | وستهام یونایتد     | سنت جیمز پارک | ۱۷ آوریل | ۱۲:۳۰ |
| ولورهمپتون      | 1 - 0 | شفیلد یونایتد (س)  | مالینیو       | ۱۷ آوریل | ۱۵:۰۰ |
| آرسنال          | 1 - 1 | فولام              | امارات        | ۱۸ آوریل | ۱۳:۳۰ |
| منچستر یونایتد  | 3 - 1 | برنلی              | الدترافورد    | ۱۸ آوریل | ۱۶:۰۰ |
| لیدز یونایتد    | 1 - 1 | لیورپول            | الاند رود     | ۱۹ آوریل | ۲۰:۰۰ |
| چلسی            | 0 - 0 | برایتون            | استمفورد بریج | ۲۰ آوریل | ۲۰:۰۰ |
| استون ویلا      | 1 - 2 | منچستر سیتی        | ویلا پارک     | ۲۱ آوریل | ۲۰:۱۵ |
| لستر سیتی       | 3 - 0 | وست برومویچ آلبیون | کینگ‌پاور      | ۲۲ آوریل | ۲۰:۰۰ |
| ساوت‌همپتون      | 3 - 1 | کریستال پالاس      | سنت مریز      | ۱۱ مه    | ۲۰:۰۰ |

| فولام          | 0 - 1 | تاتنهام هاتسپر     | کریون کاتج  | ۴ مارس   | ۱۸:۰۰ |
| منچستر سیتی    | 5 - 2 | ساوت‌همپتون         | اتحاد       | ۱۰ مارس  | ۱۸:۰۰ |
| آرسنال         | 0 - 1 | اورتون             | امارات      | ۲۳ آوریل | ۲۰:۰۰ |
| لیورپول        | 1 - 1 | نیوکاسل یونایتد    | آنفیلد      | ۲۴ آوریل | ۱۲:۳۰ |
| وستهام یونایتد | 0 - 1 | چلسی               | المپیک لندن | ۲۴ آوریل | ۱۷:۳۰ |
| شفیلد یونایتد  | 1 - 0 | برایتون            | برامال لین  | ۲۴ آوریل | ۲۰:۰۰ |
| ولورهمپتون     | 0 - 4 | برنلی              | مالینیو     | ۲۵ آوریل | ۱۲:۰۰ |
| لیدز یونایتد   | 0 - 0 | منچستر یونایتد     | الاند رود   | ۲۵ آوریل | ۱۴:۰۰ |
| استون ویلا     | 2 - 2 | وست برومویچ آلبیون | ویلا پارک   | ۲۵ آوریل | ۱۹:۰۰ |
| لستر سیتی      | 2 - 1 | کریستال پالاس      | کینگ‌پاور    | ۲۶ آوریل | ۲۰:۰۰ |

| ساوت‌همپتون         | 1 - 1 | لستر سیتی      | سنت مریز       | ۳۰ آوریل | ۲۰:۰۰ |
| کریستال پالاس      | 0 - 2 | منچستر سیتی    | سلهارست پارک   | ۱ مه     | ۱۲:۳۰ |
| برایتون            | 2 - 0 | لیدز یونایتد   | فالمر          | ۱ مه     | ۱۵:۰۰ |
| چلسی               | 2 - 0 | فولام          | استمفورد بریج  | ۱ مه     | ۱۷:۳۰ |
| اورتون             | 1 - 2 | استون ویلا     | گودیسون پارک   | ۱ مه     | ۲۰:۰۰ |
| نیوکاسل یونایتد    | 0 - 2 | آرسنال         | سنت جیمز پارک  | ۲ مه     | ۱۴:۰۰ |
| تاتنهام هاتسپر     | 4 - 0 | شفیلد یونایتد  | تاتنهام هاتسپر | ۲ مه     | ۱۹:۱۵ |
| وست برومویچ آلبیون | 1 - 1 | ولورهمپتون     | هاوتورنز       | ۳ مه     | ۱۸:۰۰ |
| برنلی              | 1 - 2 | وستهام یونایتد | تارف مور       | ۳ مه     | ۲۰:۱۵ |
| منچستر یونایتد     | 2 - 4 | لیورپول        | الدترافورد     | ۱۳ مه    | ۲۰:۱۵ |

| لستر سیتی      | 2 - 4 | نیوکاسل یونایتد        | کینگ‌پاور    | ۷ مه  | ۲۰:۰۰ |
| لیدز یونایتد   | 3 - 1 | تاتنهام هاتسپر         | الاند رود   | ۸ مه  | ۱۲:۰۰ |
| شفیلد یونایتد  | 0 - 2 | کریستال پالاس          | برامال لین  | ۸ مه  | ۱۵:۰۰ |
| منچستر سیتی    | 1 - 2 | چلسی                   | اتحاد       | ۸ مه  | ۱۷:۳۰ |
| لیورپول        | 2 - 0 | ساوت‌همپتون             | آنفیلد      | ۸ مه  | ۲۰:۱۵ |
| ولورهمپتون     | 2 - 1 | برایتون                | مالینیو     | ۹ مه  | ۱۲:۰۰ |
| استون ویلا     | 1 - 3 | منچستر یونایتد         | ویلا پارک   | ۹ مه  | ۱۴:۰۵ |
| وستهام یونایتد | 0 - 1 | اورتون                 | المپیک لندن | ۹ مه  | ۱۶:۳۰ |
| آرسنال         | 3 - 1 | وست برومویچ آلبیون (س) | امارات      | ۹ مه  | ۱۹:۰۰ |
| فولام (س)      | 0 - 2 | برنلی                  | کریون کاتج  | ۱۰ مه | ۲۰:۰۰ |

| منچستر یونایتد     | 1 - 2 | لستر سیتی       | الدترافورد     | ۱۱ مه | ۱۸:۰۰ |
| چلسی               | 0 - 1 | آرسنال          | استمفورد بریج  | ۱۲ مه | ۲۰:۱۵ |
| نیوکاسل یونایتد    | 3 - 4 | منچستر سیتی (ق) | سنت جیمز پارک  | ۱۴ مه | ۲۰:۰۰ |
| برنلی              | 0 - 4 | لیدز یونایتد    | تارف مور       | ۱۵ مه | ۱۲:۳۰ |
| ساوت‌همپتون         | 3 - 1 | فولام           | سنت مریز       | ۱۵ مه | ۱۵:۰۰ |
| برایتون            | 1 - 1 | وستهام یونایتد  | فالمر          | ۱۵ مه | ۲۰:۰۰ |
| کریستال پالاس      | 3 - 2 | استون ویلا      | سلهارست پارک   | ۱۶ مه | ۱۲:۰۰ |
| تاتنهام هاتسپر     | 2 - 0 | ولورهمپتون      | تاتنهام هاتسپر | ۱۶ مه | ۱۴:۰۵ |
| وست برومویچ آلبیون | 1 - 2 | لیورپول         | هاوتورنز       | ۱۶ مه | ۱۶:۳۰ |
| اورتون             | 0 - 1 | شفیلد یونایتد   | گودیسون پارک   | ۱۶ مه | ۱۹:۰۰ |

| منچستر یونایتد     | 1 - 1 | فولام          | الدترافورد     | ۱۸ مه | ۱۸:۰۰ |
| ساوت‌همپتون         | 0 - 2 | لیدز یونایتد   | سنت مریز       | ۱۸ مه | ۱۸:۰۰ |
| برایتون            | 3 - 2 | منچستر سیتی    | فالمر          | ۱۸ مه | ۱۹:۰۰ |
| چلسی               | 2 - 1 | لستر سیتی      | استمفورد بریج  | ۱۸ مه | ۲۰:۱۵ |
| اورتون             | 1 - 0 | ولورهمپتون     | گودیسون پارک   | ۱۹ مه | ۱۸:۰۰ |
| نیوکاسل یونایتد    | 1 - 0 | شفیلد یونایتد  | سنت جیمز پارک  | ۱۹ مه | ۱۸:۰۰ |
| تاتنهام هاتسپر     | 1 - 2 | استون ویلا     | تاتنهام هاتسپر | ۱۹ مه | ۱۸:۰۰ |
| کریستال پالاس      | 1 - 3 | آرسنال         | سلهارست پارک   | ۱۹ مه | ۱۹:۰۰ |
| برنلی              | 0 - 3 | لیورپول        | تارف مور       | ۱۹ مه | ۲۰:۱۵ |
| وست برومویچ آلبیون | 1 - 3 | وستهام یونایتد | هاوتورنز       | ۱۹ مه | ۲۰:۱۵ |

| آرسنال         | 2 - 0 | برایتون            | امارات      | ۲۳ مه | ۱۶:۰۰ |
| استون ویلا     | 2 - 1 | چلسی               | ویلا پارک   | ۲۳ مه | ۱۶:۰۰ |
| فولام          | 0 - 2 | نیوکاسل یونایتد    | کریون کاتج  | ۲۳ مه | ۱۶:۰۰ |
| لیدز یونایتد   | 3 - 1 | وست برومویچ آلبیون | الاند رود   | ۲۳ مه | ۱۶:۰۰ |
| لستر سیتی      | 2 - 4 | تاتنهام هاتسپر     | کینگ‌پاور    | ۲۳ مه | ۱۶:۰۰ |
| لیورپول        | 2 - 0 | کریستال پالاس      | آنفیلد      | ۲۳ مه | ۱۶:۰۰ |
| منچستر سیتی    | 5 - 0 | اورتون             | اتحاد       | ۲۳ مه | ۱۶:۰۰ |
| شفیلد یونایتد  | 1 - 0 | برنلی              | برامال لین  | ۲۳ مه | ۱۶:۰۰ |
| وستهام یونایتد | 3 - 0 | ساوت‌همپتون         | المپیک لندن | ۲۳ مه | ۱۶:۰۰ |
| ولورهمپتون     | 1 - 2 | منچستر یونایتد     | مالینیو     | ۲۳ مه | ۱۶:۰۰ |

## آمار فصل

### گلزنی

#### گلزنان برتر
| بازیکن              |    | بازی | م.گ. | دقایق بازی | د/گ | باشگاه                       |
| ------------------- | -- | ---- | ---- | ---------- | --- | ---------------------------- |
| هری کین             | 23 | 35   | 0.66 | 3085       | 134 | باشگاه فوتبال تاتنهام هاتسپر |
| محمد صلاح           | 22 | 37   | 0.59 | 3079       | 140 | باشگاه فوتبال لیورپول        |
| برونو فرناندز       | 18 | 37   | 0.49 | 3105       | 173 | باشگاه فوتبال منچستر یونایتد |
| پاتریک بمفورد       | 17 | 38   | 0.45 | 3062       | 180 | باشگاه فوتبال لیدز یونایتد   |
| سون هیونگ-مین       | 17 | 37   | 0.46 | 3121       | 184 | باشگاه فوتبال تاتنهام هاتسپر |
| دامینیک کالورت-لوین | 16 | 33   | 0.48 | 2874       | 180 | باشگاه فوتبال اورتون         |
| جیمی واردی          | 15 | 34   | 0.44 | 2844       | 190 | باشگاه فوتبال لستر سیتی      |
| اولی واتکینز        | 14 | 37   | 0.38 | 3329       | 238 | باشگاه فوتبال استون ویلا     |
| ایلکای گوندوغان     | 13 | 28   | 0.46 | 2030       | 156 | باشگاه فوتبال منچستر سیتی    |
| الکساندر لاکازت     | 13 | 31   | 0.42 | 1927       | 148 | باشگاه فوتبال آرسنال         |

#### هت-تریک‌ها
| تاریخ      | بازیکن              | گل ها             | میزبان             | نتیجه | مهمان              | هفته    |
| ---------- | ------------------- | ----------------- | ------------------ | ----- | ------------------ | ------- |
| ۱۲/۹/۲۰۲۰  | محمد صلاح           | '۴ ۳۳' '۸۸        | لیورپول            | ۴ - ۳ | لیدز یونایتد       | هفته ۱  |
| ۱۹/۹/۲۰۲۰  | دامینیک کالورت-لوین | ۳۱' ۶۲' ۶۶'       | اورتون             | ۵ - ۲ | وست برومویچ آلبیون | هفته ۲  |
| ۲۰/۹/۲۰۲۰  | سون هیونگ-مین       | ۴۵+۲' ۴۷' ۶۴' ۷۳' | ساوت‌همپتون         | ۲ - ۵ | تاتنهام هاتسپر     | هفته ۲  |
| ۲۷/۹/۲۰۲۰  | جیمی واردی          | '۳۷ ۵۴' '۵۸       | منچستر سیتی        | ۲ - ۵ | لستر سیتی          | هفته ۳  |
| ۴/۱۰/۲۰۲۰  | اولی واتکینز        | ۴' ۲۲' ۳۹'        | استون ویلا         | ۷ - ۲ | لیورپول            | هفته ۴  |
| ۲۳/۱۰/۲۰۲۰ | پاتریک بمفورد       | ۵۵' ۶۷' ۷۴'       | استون ویلا         | ۰ - ۳ | لیدز یونایتد       | هفته ۶  |
| ۲۸/۱۱/۲۰۲۰ | ریاض محرز           | ۶' ۲۲' ۶۹'        | منچستر سیتی        | ۵ - ۰ | برنلی              | هفته ۱۰ |
| ۱۴/۲/۲۰۲۱  | پیر امریک اوبامیانگ | ۱۳' '۴۱ ۴۷'       | آرسنال             | ۴ - ۲ | لیدز یونایتد       | هفته ۲۴ |
| ۱۴/۳/۲۰۲۱  | کلچی ایهیناچو       | ۳۹' ۶۹' ۷۸'       | لستر سیتی          | ۵ - ۰ | شفیلد یونایتد      | هفته ۲۸ |
| ۲۵/۴/۲۰۲۱  | کریس وود            | ۱۵' ۲۱' ۴۴'       | ولورهمپتون واندررز | ۰ - ۴ | برنلی              | هفته ۳۳ |
| ۲/۵/۲۰۲۱   | گرت بیل             | ۳۶' ۶۱' ۶۹'       | تاتنهام هاتسپر     | ۴ - ۰ | شفیلد یونایتد      | هفته ۳۴ |
| ۱۴/۵/۲۰۲۱  | فران تورس           | ۴۲' ۶۴' ۶۶'       | نیوکاسل یونایتد    | ۳ - ۴ | منچستر سیتی        | هفته ۳۶ |

#### گل‌به‌خودی‌ها
| تاریخ      | بازیکن              | دقیقه      | میزبان                 | نتیجه | مهمان              | هفته    |
| ---------- | ------------------- | ---------- | ---------------------- | ----- | ------------------ | ------- |
| ۲۰/۹/۲۰۲۰  | اریک پیترس          | ۲ - ۱، '۵۰ | لستر سیتی              | ۴ - ۲ | برنلی              | هفته ۲  |
| ۲۶/۹/۲۰۲۰  | لوئیس دانک          | ۱ - ۱، '۴۳ | برایتون اند هوو آلبیون | ۲ - ۳ | منچستر یونایتد     | هفته ۳  |
| ۲۷/۹/۲۰۲۰  | رائول خیمنز         | ۳ - ۰، '۶۶ | وستهام یونایتد         | ۴ - ۰ | ولورهمپتون واندررز | هفته ۳  |
| ۱۷/۱۰/۲۰۲۰ | لوک شاو             | ۱ - ۰، '۲  | نیوکاسل یونایتد        | ۱ - ۴ | منچستر یونایتد     | هفته ۵  |
| ۱۸/۱۰/۲۰۲۰ | داوینسون سانچز      | ۳ - ۲، '۸۵ | تاتنهام هاتسپر         | ۳ - ۳ | وستهام یونایتد     | هفته ۵  |
| ۲۶/۱۰/۲۰۲۰ | جیک لیورمور         | ۱ - ۰، '۴۰ | برایتون اند هوو آلبیون | ۱ - ۱ | وست برومویچ آلبیون | هفته ۶  |
| ۷/۱۱/۲۰۲۰  | هلدر کوستا          | ۳ - ۱، '۴۲ | کریستال پالاس          | ۴ - ۱ | لیدز یونایتد       | هفته ۸  |
| ۸/۱۱/۲۰۲۰  | بوکایو ساکا         | ۰ - ۱، '۲۵ | آرسنال                 | ۰ - ۳ | استون ویلا         | هفته ۸  |
| ۲۱/۱۱/۲۰۲۰ | فدریکو فرناندز      | ۰ - ۱، '۱۰ | نیوکاسل یونایتد        | ۰ - ۲ | چلسی               | هفته ۹  |
| ۲۲/۱۱/۲۰۲۰ | جانی اوانز          | ۱ - ۰، '۲۱ | لیورپول                | ۳ - ۰ | لستر سیتی          | هفته ۹  |
| ۶/۱۲/۲۰۲۰  | دارنل فرلانگ        | ۰ - ۱، '۸  | وست برومویچ آلبیون     | ۱ - ۵ | کریستال پالاس      | هفته ۱۱ |
| ۶/۱۲/۲۰۲۰  | نلسون سمدو          | ۴ - ۰، '۷۸ | لیورپول                | ۴ - ۰ | ولورهمپتون واندررز | هفته ۱۱ |
| ۱۳/۱۲/۲۰۲۰ | پیر امریک اوبامیانگ | ۰ - ۱، '۷۳ | آرسنال                 | ۰ - ۱ | برنلی              | هفته ۱۲ |
| ۱۵/۱۲/۲۰۲۰ | روبن دیاش           | ۱ - ۱، '۴۳ | منچستر سیتی            | ۱ - ۱ | وست برومویچ آلبیون | هفته ۱۳ |
| ۱۹/۱۲/۲۰۲۰ | راب هلدینگ          | ۱ - ۰، '۲۲ | اورتون                 | ۲ - ۱ | آرسنال             | هفته ۱۴ |
| ۱۹/۱۲/۲۰۲۰ | مت ریچی             | ۰ - ۱، '۲۲ | نیوکاسل یونایتد        | ۱ - ۱ | فولام              | هفته ۱۴ |
| ۲۰/۱۲/۲۰۲۰ | توبی الدرویرلد      | ۰ - ۲، '۵۹ | تاتنهام هاتسپر         | ۰ - ۲ | لستر سیتی          | هفته ۱۴ |
| ۲۶/۱۲/۲۰۲۰ | اکسل توانزبه        | ۲ - ۲، '۸۵ | لستر سیتی              | ۲ - ۲ | منچستر یونایتد     | هفته ۱۵ |
| ۲۹/۱۲/۲۰۲۰ | رومینز ساویرز       | ۰ - ۱، '۹  | وست برومویچ آلبیون     | ۰ - ۵ | لیدز یونایتد       | هفته ۱۶ |
| ۲/۱/۲۰۲۱   | دن برن              | ۱ - ۲، '۳۴ | برایتون اند هوو آلبیون | ۳ - ۳ | ولورهمپتون واندررز | هفته ۱۷ |
| ۲/۲/۲۰۲۱   | یان بدنارک          | ۳ - ۰، '۳۴ | منچستر یونایتد         | ۹ - ۰ | ساوت‌همپتون         | هفته ۲۲ |
| ۷/۲/۲۰۲۱   | آنتونیو رودیگر      | ۱ - ۱، '۵۴ | شفیلد یونایتد          | ۱ - ۲ | چلسی               | هفته ۲۳ |
| ۱۹/۲/۲۰۲۱  | ایلان مسلیر         | ۱ - ۰، '۶۴ | ولورهمپتون واندررز     | ۱ - ۰ | لیدز یونایتد       | هفته ۲۵ |
| ۲۸/۲/۲۰۲۱  | کین برایان          | ۰ - ۲، '۶۵ | شفیلد یونایتد          | ۰ - ۲ | لیورپول            | هفته ۲۶ |
| ۲/۳/۲۰۲۱   | لئاندر دندونکر      | ۱ - ۰، '۱۵ | منچستر سیتی            | ۴ - ۱ | ولورهمپتون واندررز | هفته ۲۹ |
| ۴/۳/۲۰۲۱   | توسین آدارابیویو    | ۰ - ۱، '۱۹ | فولام                  | ۰ - ۱ | تاتنهام هاتسپر     | هفته ۳۳ |
| ۸/۳/۲۰۲۱   | بن گادفری           | ۱ - ۰، '۳۱ | چلسی                   | ۲ - ۰ | لیورپول            | هفته ۲۷ |
| ۱۲/۳/۲۰۲۱  | کیاران کلارک        | ۰ - ۱، '۸۶ | نیوکاسل یونایتد        | ۱ - ۱ | استون ویلا         | هفته ۲۸ |
| ۱۴/۳/۲۰۲۱  | اتان امپادو         | ۵ - ۰، '۸۰ | لستر سیتی              | ۵ - ۰ | شفیلد یونایتد      | هفته ۲۸ |
| ۱۴/۳/۲۰۲۱  | کریگ داوسون         | ۱ - ۰, '۵۳ | منچستر یونایتد         | ۱ - ۰ | وستهام یونایتد     | هفته ۲۸ |
| ۲۱/۳/۲۰۲۱  | توماس سوچک          | ۳ - ۱، '۳۸ | وستهام یونایتد         | ۳ - ۳ | آرسنال             | هفته ۲۹ |
| ۲۱/۳/۲۰۲۱  | کریگ داوسون         | ۳ - ۲، '۶۱ | وستهام یونایتد         | ۳ - ۳ | آرسنال             | هفته ۲۹ |
| ۳/۴/۲۰۲۱   | فیل جگیلکا          | ۲ - ۱، '۴۹ | لیدز یونایتد           | ۲ - ۱ | شفیلد یونایتد      | هفته ۳۰ |
| ۱۷/۴/۲۰۲۱  | عیسی دیوپ           | ۱ - ۰، '۳۶ | نیوکاسل یونایتد        | ۳ - ۲ | وستهام یونایتد     | هفته ۳۲ |
| ۲۳/۴/۲۰۲۱  | برنت لنو            | ۰ - ۱، '۷۶ | آرسنال                 | ۰ - ۱ | اورتون             | هفته ۳۳ |
| ۲۵/۴/۲۰۲۱  | تایرون مینگز        | ۱ - ۲، '۴۷ | استون ویلا             | ۲ - ۲ | وست برومویچ آلبیون | هفته ۳۳ |
| ۱۹/۵/۲۰۲۱  | سرخیو رگیلون        | ۱ - ۱، '۲۰ | تاتنهام هاتسپر         | ۱ - ۲ | استون ویلا         | هفته ۳۷ |
| ۲۳/۵/۲۰۲۱  | کاسپر اشمایکل       | ۲ - ۲, '۷۶ | لستر سیتی              | ۲ - ۴ | تاتنهام هاتسپر     | هفته ۳۸ |

### پاسورهای برتر
| بازیکن         | پاس گل | بازی | م.پاس.گ. | د.بازی | د/پ | باشگاه                               |
| -------------- | ------ | ---- | -------- | ------ | --- | ------------------------------------ |
| هری کین        | ۱۴     | ۳۵   | ۰٫۴      | ۳۰۸۵   | ۲۲۰ | باشگاه فوتبال تاتنهام هاتسپر         |
| برونو فرناندز  | ۱۲     | ۳۷   | ۰٫۳۲     | ۳۱۰۵   | ۲۵۹ | باشگاه فوتبال منچستر یونایتد         |
| کوین دی بروینه | ۱۲     | ۲۵   | ۰٫۴۸     | ۲۰۰۱   | ۱۶۷ | باشگاه فوتبال منچستر سیتی            |
| جک گریلیش      | ۱۰     | ۲۶   | ۰٫۳۸     | ۲۱۸۴   | ۲۱۸ | باشگاه فوتبال استون ویلا             |
| سون هیونگ-مین  | ۱۰     | ۳۷   | ۰٫۲۷     | ۳۱۲۱   | ۳۱۲ | باشگاه فوتبال تاتنهام هاتسپر         |
| رافینیا        | ۹      | ۳۰   | ۰٫۳      | ۲۳۶۳   | ۲۶۳ | باشگاه فوتبال لیدز یونایتد           |
| مارکوس رشفورد  | ۹      | ۳۷   | ۰٫۲۴     | ۲۹۲۸   | ۳۲۵ | باشگاه فوتبال منچستر یونایتد         |
| جیمی واردی     | ۹      | ۳۴   | ۰٫۲۶     | ۲۸۴۴   | ۳۱۶ | باشگاه فوتبال لستر سیتی              |
| آرون کرسول     | ۸      | ۳۶   | ۰٫۲۲     | ۳۱۷۲   | ۳۹۷ | باشگاه فوتبال وستهام یونایتد         |
| پاسکال گروس    | ۸      | ۳۴   | ۰٫۲۴     | ۲۴۸۱   | ۳۱۰ | باشگاه فوتبال برایتون اند هوو آلبیون |
| جک هریسون      | ۸      | ۳۶   | ۰٫۲۲     | ۲۸۵۵   | ۳۵۷ | باشگاه فوتبال لیدز یونایتد           |
| تیمو ورنر      | ۸      | ۳۵   | ۰٫۲۳     | ۲۶۰۲   | ۳۲۵ | باشگاه فوتبال چلسی                   |

### کلین-شیت‌ها
| بازیکن           | باشگاه         | ک.ش. | بازی | %ک.ش. | گ.خ. | م.گ.خ. | دفع | %دفع  |
| ---------------- | -------------- | ---- | ---- | ----- | ---- | ------ | --- | ----- |
| ادرسون مورائس    | منچستر سیتی    | ۱۹   | ۳۶   | ۵۲٫۸٪ | ۲۸   | ۰٫۷۷۸  | ۶۶  | ۷۰٫۲٪ |
| ادوارد مندی      | چلسی           | ۱۶   | ۳۱   | ۵۱٫۶٪ | ۲۵   | ۰٫۸۰۶  | ۵۷  | ۶۹٫۵٪ |
| امیلیانو مارتینز | استون ویلا     | ۱۵   | ۳۸   | ۳۹٫۵٪ | ۴۶   | ۱٫۲۱۱  | ۱۴۲ | ۷۵٫۵٪ |
| هوگو لوریس       | تاتنهام هاتسپر | ۱۲   | ۳۸   | ۳۱٫۶٪ | ۴۵   | ۱٫۱۸۴  | ۱۱۴ | ۷۱٫۷٪ |
| برنت لنو         | آرسنال         | ۱۱   | ۳۵   | ۳۱٫۴٪ | ۳۷   | ۱٫۰۵۷  | ۸۶  | ۶۹٫۹٪ |
| ایلان مسلیر      | لیدز یونایتد   | ۱۱   | ۳۵   | ۳۱٫۴٪ | ۵۲   | ۱٫۴۸۶  | ۱۴۰ | ۷۲٫۹٪ |
| نیک پوپ          | برنلی          | ۱۱   | ۳۲   | %۳۴٫۴ | ۳۷   | ۱٫۱۵۶  | ۱۱۴ | ۷۵٫۵٪ |
| کاسپر اشمایکل    | لستر سیتی      | ۱۱   | ۳۸   | ۲۸٫۹٪ | ۵۰   | ۱٫۳۱۶  | ۸۸  | ۶۳٫۸٪ |

### انضباط
| بازیکن          | باشگاه         |    | بازی | م.ک. | ٪.    |
| --------------- | -------------- | -- | ---- | ---- | ----- |
| جان مک‌گین       | استون ویلا     | ۱۲ | ۳۷   | ۰٫۳۲ | ۳۲٫۴٪ |
| کانر گلگر       | وست برومویچ    | ۱۱ | ۳۰   | ۰٫۳۷ | ۳۶٫۷٪ |
| هری مگوایر      | منچستر یونایتد | ۱۱ | ۳۴   | ۰٫۳۲ | ۳۲٫۴٪ |
| کالوین فیلیپس   | لیدز یونایتد   | ۱۰ | ۲۹   | ۰٫۳۴ | ۳۴٫۵٪ |
| میسون هولگیت    | اورتون         | ۹  | ۲۸   | ۰٫۳۲ | ۳۲٫۱٪ |
| پیر-امیل هویبرگ | تاتنهام        | ۹  | ۳۸   | ۰٫۲۴ | ۲۳٫۷٪ |

| بازیکن   | بازیکن | باشگاه | Red card | بازی | م.ک. | ٪.   |
| -------- | --- | --- | -------- | ---- | ---- | ---- |
| انگلستان | لوئیس دانک | برایتون اند هوو آلبیون | ۲        | ۳۸   | ۰٫۰۶ | ۶٫۱٪ |
|          | ۴۶ بازیکن - سزار آزپیلیکوئتا ژوآو کانسلو اولی واتکینز نیل ماوپی فابیان شار یانیک وسترگارد فابیان بالبوئنا کریگ داوسون لیام کوپر تیاگو سیلوا دوگلاس لوییز جان لاندسترام لوکا میلیوویویچ یووه بیسوما جان ایگن اریک لاملا تایرون مینگز گرانیت ژاکا ژوآو موتینیو یواکیم آندرسن مت داهرتی تارک لمپتی انتونی رابینسن توماس سوچک سمی اجایی یان بدنارک گابریل دوس سانتوس جف هندریک ریشارلیسون کریستین بنتک ریان فریزر جیک لیورمور متئوس پریرا آندریاس کریستنسن لوکا دینیه کیران گیبز فیل جگیلکا ابوبکر کامارا داوید لوییس نیکولاس پپه الکساندر یانکوییتس برنت لنو آنتونی مارسیال | ۴۶ بازیکن - سزار آزپیلیکوئتا ژوآو کانسلو اولی واتکینز نیل ماوپی فابیان شار یانیک وسترگارد فابیان بالبوئنا کریگ داوسون لیام کوپر تیاگو سیلوا دوگلاس لوییز جان لاندسترام لوکا میلیوویویچ یووه بیسوما جان ایگن اریک لاملا تایرون مینگز گرانیت ژاکا ژوآو موتینیو یواکیم آندرسن مت داهرتی تارک لمپتی انتونی رابینسن توماس سوچک سمی اجایی یان بدنارک گابریل دوس سانتوس جف هندریک ریشارلیسون کریستین بنتک ریان فریزر جیک لیورمور متئوس پریرا آندریاس کریستنسن لوکا دینیه کیران گیبز فیل جگیلکا ابوبکر کامارا داوید لوییس نیکولاس پپه الکساندر یانکوییتس برنت لنو آنتونی مارسیال | ۱        |      |      |      |

| باشگاه                        |    | بازی | م.ک. |
| ----------------------------- | -- | ---- | ---- |
| باشگاه فوتبال شفیلد یونایتد   | ۷۳ | ۳۸   | ۱٫۹۲ |
| باشگاه فوتبال فولام           | ۶۷ | ۳۸   | ۱٫۷۶ |
| باشگاه فوتبال منچستر یونایتد  | ۶۴ | ۳۸   | ۱٫۶۸ |
| باشگاه فوتبال استون ویلا      | ۶۳ | ۳۸   | ۱٫۶۶ |
| باشگاه فوتبال لیدز یونایتد    | ۶۱ | ۳۸   | ۱٫۶۱ |
| باشگاه فوتبال لستر سیتی       | ۶۱ | ۳۸   | ۱٫۶۱ |
| باشگاه فوتبال نیوکاسل یونایتد | ۶۱ | ۳۸   | ۱٫۶۱ |

| باشگاه                               | Red card | بازی | م.ک. |
| ------------------------------------ | -------- | ---- | ---- |
| باشگاه فوتبال برایتون اند هوو آلبیون | ۶        | ۳۸   | ۰٫۱۶ |
| باشگاه فوتبال آرسنال                 | ۵        | ۳۸   | ۰٫۱۳ |
| باشگاه فوتبال استون ویلا             | ۴        | ۳۸   | ۰٫۱۱ |
| باشگاه فوتبال ساوت‌همپتون             | ۴        | ۳۸   | ۰٫۱۱ |
| باشگاه فوتبال وست برومویچ آلبیون     | ۴        | ۳۸   | ۰٫۱۱ |

## جوایز

### جوایز ماهانه[۱۰۳]
| ماه     | مربی ماه            | مربی ماه           | بازیکن ماه          | بازیکن ماه      | گل ماه         | گل ماه         | منبع                    |
| ماه     | مربی                | تیم                | بازیکن              | تیم             | بازیکن         | تیم            | منبع                    |
| ------- | ------------------- | ------------------ | ------------------- | --------------- | -------------- | -------------- | ----------------------- |
| سپتامبر | کارلو آنچلوتی       | اورتون             | دامینیک کالورت-لوین | اورتون          | جیمز مدیسون    | لستر سیتی      | [ ۱۰۴ ] [ ۱۰۵ ] [ ۱۰۶ ] |
| اکتبر   | نونو اسپیریتو سانتو | ولورهمپتون واندررز | سون هیونگ-مین       | تاتنهام هاتسپر  | مانوئل لانزینی | وستهام یونایتد | [ ۱۰۷ ] [ ۱۰۸ ] [ ۱۰۹ ] |
| نوامبر  | ژوزه مورینیو        | تاتنهام هاتسپر     | برونو فرناندش       | منچستر یونایتد  | اولا آینا      | فولام          | [ ۱۱۰ ] [ ۱۱۱ ] [ ۱۱۲ ] |
| دسامبر  | دین اسمیت           | استون ویلا         | برونو فرناندش       | منچستر یونایتد  | سباستین آلر    | وست‌هام یونایتد | [ ۱۱۳ ] [ ۱۱۴ ] [ ۱۱۵ ] |
| ژانویه  | پپ گواردیولا        | منچستر سیتی        | ایلکای گوندوغان     | منچستر سیتی     | محمد صلاح      | لیورپول        | [ ۱۱۶ ] [ ۱۱۷ ] [ ۱۱۸ ] |
| فوریه   | پپ گواردیولا        | منچستر سیتی        | ایلکای گوندوغان     | منچستر سیتی     | برونو فرناندش  | منچستر یونایتد | [ ۱۱۹ ] [ ۱۲۰ ] [ ۱۲۱ ] |
| مارس    | توماس توخل          | چلسی               | کلچی ایهیناچو       | لستر سیتی       | اریک لاملا     | تاتنهام هاتسپر | [ ۱۲۲ ] [ ۱۲۳ ] [ ۱۲۴ ] |
| آوریل   | استیو بروس          | نیوکاسل یونایتد    | جسی لینگارد         | وستهام یونایتد  | جسی لینگارد    | وستهام یونایتد | [ ۱۲۵ ] [ ۱۲۶ ] [ ۱۲۷ ] |
| مه      | یورگن کلوپ          | لیورپول            | جو ویلک             | نیوکاسل یونایتد | ادینسون کاوانی | منچستر یونایتد | [ ۱۲۸ ] [ ۱۲۹ ] [ ۱۳۰ ] |

### جوایز سالانه
| جایزه                                               | برنده          | باشگاه         |
| --------------------------------------------------- | -------------- | -------------- |
| مربی فصل لیگ برتر فوتبال انگلستان                   | پپ گواردیولا   | منچستر سیتی    |
| بازیکن فصل لیگ برتر فوتبال انگلستان                 | روبن دیاش      | منچستر سیتی    |
| بازیکن جوان فصل لیگ برتر فوتبال انگلستان            | فیل فودن       | منچستر سیتی    |
| گل فصل لیگ برتر فوتبال انگلستان                     | اریک لاملا     | تاتنهام هاتسپر |
| بازیکن سال اتحادیه بازیکنان حرفه‌ای                  | کوین دی بروینه | منچستر سیتی    |
| بازیکن جوان سال اتحادیه بازیکنان حرفه‌ای             | فیل فودن       | منچستر سیتی    |
| بازیکن سال انجمن نویسندگان فوتبال انگلستان          | روبن دیاش      | منچستر سیتی    |
| بازیکن سال اتحادیه بازیکنان حرفه‌ای از نگاه هواداران | محمد صلاح      | لیورپول        |

### تیم سال اتحادیه بازیکنان حرفه‌ای
| تیم سال اتحادیه بازیکنان حرفه‌ای | تیم سال اتحادیه بازیکنان حرفه‌ای | تیم سال اتحادیه بازیکنان حرفه‌ای | تیم سال اتحادیه بازیکنان حرفه‌ای | تیم سال اتحادیه بازیکنان حرفه‌ای | تیم سال اتحادیه بازیکنان حرفه‌ای | تیم سال اتحادیه بازیکنان حرفه‌ای | تیم سال اتحادیه بازیکنان حرفه‌ای | تیم سال اتحادیه بازیکنان حرفه‌ای | تیم سال اتحادیه بازیکنان حرفه‌ای | تیم سال اتحادیه بازیکنان حرفه‌ای | تیم سال اتحادیه بازیکنان حرفه‌ای | تیم سال اتحادیه بازیکنان حرفه‌ای |
| ------------------------------- | ------------------------------- | ------------------------------- | ------------------------------- | ------------------------------- | ------------------------------- | ------------------------------- | ------------------------------- | ------------------------------- | ------------------------------- | ------------------------------- | ------------------------------- | ------------------------------- |
| دروازه‌بان                       | ادرسون (منچستر سیتی)            | ادرسون (منچستر سیتی)            | ادرسون (منچستر سیتی)            | ادرسون (منچستر سیتی)            | ادرسون (منچستر سیتی)            | ادرسون (منچستر سیتی)            | ادرسون (منچستر سیتی)            | ادرسون (منچستر سیتی)            | ادرسون (منچستر سیتی)            | ادرسون (منچستر سیتی)            | ادرسون (منچستر سیتی)            | ادرسون (منچستر سیتی)            |
| مدافعان                         | ژوآو کانسلو (منچستر سیتی)       | ژوآو کانسلو (منچستر سیتی)       | ژوآو کانسلو (منچستر سیتی)       | روبن دیاش (منچستر سیتی)         | روبن دیاش (منچستر سیتی)         | روبن دیاش (منچستر سیتی)         | جان استونز (منچستر سیتی)        | جان استونز (منچستر سیتی)        | جان استونز (منچستر سیتی)        | لوک شاو (منچستر یونایتد)        | لوک شاو (منچستر یونایتد)        | لوک شاو (منچستر یونایتد)        |
| هافبک‌ها                         | کوین دی بروینه (منچستر سیتی)    | کوین دی بروینه (منچستر سیتی)    | کوین دی بروینه (منچستر سیتی)    | کوین دی بروینه (منچستر سیتی)    | ایلکای گوندوغان (منچستر سیتی)   | ایلکای گوندوغان (منچستر سیتی)   | ایلکای گوندوغان (منچستر سیتی)   | ایلکای گوندوغان (منچستر سیتی)   | برونو فرناندش (منچستر یونایتد)  | برونو فرناندش (منچستر یونایتد)  | برونو فرناندش (منچستر یونایتد)  | برونو فرناندش (منچستر یونایتد)  |
| مهاجمان                         | محمد صلاح (لیورپول)             | محمد صلاح (لیورپول)             | محمد صلاح (لیورپول)             | محمد صلاح (لیورپول)             | هری کین (تاتنهام هاتسپر)        | هری کین (تاتنهام هاتسپر)        | هری کین (تاتنهام هاتسپر)        | هری کین (تاتنهام هاتسپر)        | سون هیونگ-مین (تاتنهام هاتسپر)  | سون هیونگ-مین (تاتنهام هاتسپر)  | سون هیونگ-مین (تاتنهام هاتسپر)  | سون هیونگ-مین (تاتنهام هاتسپر)  |

## نقل و انتقالات

### گرانترین نقل و انتقالات تابستانی
| بازیکن         | باشگاه مقصد                      | باشگاه مبدا                      | قیمت (€)   | منبع    |
| -------------- | -------------------------------- | -------------------------------- | ---------- | ------- |
| کای هاورتس     | باشگاه فوتبال چلسی               | باشگاه فوتبال بایر ۰۴ لورکوزن    | ۸۰٫۰۰۰٫۰۰۰ | [ ۱۳۹ ] |
| روبن دیاش      | باشگاه فوتبال منچستر سیتی        | باشگاه فوتبال بنفیکا             | ۶۸٫۰۰۰٫۰۰۰ | [ ۱۴۰ ] |
| تیمو ورنر      | باشگاه فوتبال چلسی               | باشگاه فوتبال لایپزیگ            | ۵۳٫۰۰۰٫۰۰۰ | [ ۱۴۱ ] |
| بن چیلول       | باشگاه فوتبال چلسی               | باشگاه فوتبال لستر سیتی          | ۵۰٫۲۰۰٫۰۰۰ | [ ۱۴۲ ] |
| توماس پارتی    | باشگاه فوتبال آرسنال             | باشگاه فوتبال اتلتیکو مادرید     | ۵۰٫۰۰۰٫۰۰۰ | [ ۱۴۳ ] |
| ناتان آکه      | باشگاه فوتبال منچستر سیتی        | باشگاه فوتبال بورنموث            | ۴۵٫۳۰۰٫۰۰۰ | [ ۱۴۴ ] |
| دیگو ژوتا      | باشگاه فوتبال لیورپول            | باشگاه فوتبال ولورهمپتون واندررز | ۴۴٫۷۰۰٫۰۰۰ | [ ۱۴۵ ] |
| فابیو سیلوا    | باشگاه فوتبال ولورهمپتون واندررز | باشگاه فوتبال پورتو              | ۴۰٫۰۰۰٫۰۰۰ | [ ۱۴۶ ] |
| حکیم زیاش      | باشگاه فوتبال چلسی               | باشگاه فوتبال آژاکس آمستردام     | ۴۰٫۰۰۰٫۰۰۰ | [ ۱۴۷ ] |
| دونی فن ده بیک | باشگاه فوتبال منچستر یونایتد     | باشگاه فوتبال آژاکس آمستردام     | ۳۹٫۰۰۰٫۰۰۰ | [ ۱۴۸ ] |

### گرانترین نقل و انتقالات زمستانی
| بازیکن           | باشگاه مقصد                          | باشگاه مبدا                       | قیمت (€)   | منبع    |
| ---------------- | ------------------------------------ | --------------------------------- | ---------- | ------- |
| سعید بن رحمه     | باشگاه فوتبال وستهام یونایتد         | باشگاه فوتبال برنتفورد            | ۲۳٫۱۰۰٫۰۰۰ | [ ۱۴۹ ] |
| اماد دیالو       | باشگاه فوتبال منچستر یونایتد         | باشگاه فوتبال آتالانتا            | ۲۱٫۰۰۰٫۰۰۰ | [ ۱۵۰ ] |
| مورگان سانسون    | باشگاه فوتبال استون ویلا             | باشگاه فوتبال المپیک مارسی        | ۱۵٫۸۰۰٫۰۰۰ | [ ۱۵۱ ] |
| فیلیپ استفانوویچ | باشگاه فوتبال منچستر سیتی            | باشگاه فوتبال پارتیزان بلگراد     | ۸٫۵۰۰٫۰۰۰  | [ ۱۵۲ ] |
| مویسس کایسدو     | باشگاه فوتبال برایتون اند هوو آلبیون | باشگاه فوتبال ایندیپندینته دل‌وایه | ۵٫۰۰۰٫۰۰۰  | [ ۱۵۳ ] |
| بن دیویس         | باشگاه فوتبال لیورپول                | باشگاه فوتبال پرستون نورث اند     | ۱٫۸۵۰٫۰۰۰  | [ ۱۵۴ ] |
| فردریک الوس      | باشگاه فوتبال وستهام یونایتد         | باشگاه فوتبال سیلکبورگ            | ۱٫۶۰۰٫۰۰۰  | [ ۱۵۵ ] |
| روبرت اسنادگرس   | باشگاه فوتبال وست برومویچ آلبیون     | باشگاه فوتبال وستهام یونایتد      | ۱۱۰٫۰۰۰    | [ ۱۵۶ ] |

## ترکیب تیم قهرمان
| ۱. | منچستر سیتی | ترکیب اصلی (۳–۳–۴)                                                    |
|    | - دروازه‌بان: ادرسون (۳۶/۰) - مدافعان: نیثن آکه (۱۰/۱)؛ ژوآو کانسلو (۲۸/۲)؛ روبن دیاش (۳۲/۱)؛ اریک گارسیا (۶/۰)؛ ایمریک لاپورت (۱۶/۰)؛ بنژامین مندی (۱۳/۲)؛ الکساندر زینچنکو (۲۰/۰)؛ جان استونز (۲۲/۴)؛ کایل واکر (۲۴/۱) - بازیکنان میانی: کوین دی بروینه (۲۵/۶)؛ ایلکای گوندوغان (۲۸/۱۳)؛ فرناندینیو (۲۱/۰)؛ فیل فودن (۲۸/۹)؛ رودری (۳۴/۲)؛ برناردو سیلوا (۲۶/۲) - مهاجمان: سرخیو آگوئرو (۱۲/۴)؛ گابریل ژسوس (۲۹/۹)؛ ریاض محرز (۲۷/۹)؛ رحیم استرلینگ (۳۱/۱۰)؛ فران تورس (۲۴/۷) - سرمربی: پپ گواردیولا | ادرسون استونز دیاش کانسلو واکر رودری فودن گوندوغان استرلینگ محرز ژسوس |

## یادداشت
1. ↑  از آنجایی که لسترسیتی، به عنوان قهرمان جام حذفی ۲۰۲۱، سهمیه لیگ اروپا را از طریق جایگاهش در جدول لیگ به دست آورده بود، دومین سهمیه مرحله گروهی لیگ اروپا که به انگلیس اختصاص داده شده بود به تیم ششم رسید.
2. ↑  از آنجایی که منچسترسیتی، به عنوان قهرمان جام اتحادیه ۲۱–۲۰۲۰، بر اساس موقعیتش در لیگ سهمیه لیگ قهرمانان اروپا را کسب کرده بود، سهمیه لیگ کنفرانس اروپا که به قهرمان جام اتحادیه اهدا می‌شد، به بالاترین تیم لیگ یعنی تیم هفتم رسید که قبلاً برای رقابت‌های اروپایی واجد شرایط نمی‌شد.
3. ↑  بازی برنلی مقابل منچستریونایتد به دلیل حضور منچستریونایتد در مسابقات اروپایی از فصل قبل به تعویق افتاد و به تاریخ ۱۲ ژانویه ساعت ۲۰:۱۵ (UTC+۰) موکول شد.[۹۳]
4. ↑  بازی منچسترسیتی مقابل استون ویلا به دلیل حضور منچسترسیتی در رقابت‌های اروپایی فصل قبل به تعویق افتاد و به تاریخ ۲۰ ژانویه ساعت ۱۸:۰۰ (UTC+۰) موکول شد.[۹۳]
5. ↑  بازی استون ویلا مقابل نیوکاسل یونایتد به دلیل موارد گزارش شده کووید-۱۹ در بعضی از بازیکنان نیوکاسل یونایتد به تعویق افتاد و در ۲۳ ژانویه برگزار شد.[۹۴]
6. ↑  بازی تاتنهام مقابل فولام به دلیل موارد گزارش شده کووید-۱۹ در بعضی از بازیکنان فولام به تعویق افتاد و در ۱۳ ژانویه انجام شد.[۹۵]
7. ↑  بازی اورتون مقابل منچستر سیتی به دلیل موارد گزارش شده کووید-۱۹ در بعضی از بازیکنان منچستر سیتی به تعویق افتاد و در ۱۷ فوریه انجام شد.[۹۶]
8. ↑  بازی برنلی مقابل فولام به دلیل موارد گزارش شده کووید-۱۹ در بعضی از بازیکنان فولام به تعویق افتاد و در ۱۷ فوریه انجام شد.[۹۷]
9. ↑  مسابقه لیدز یونایتد برابر ساوتهمپتون به دلیل حضور ساوتهمپتون در دور سوم جام حذفی ۲۱–۲۰۲۰ مقابل باشگاه فوتبال شروزبری تاون به تعویق افتاد و به تاریخ ۲۳ فوریه موکول شد.[۹۸]
10. ↑  مسابقه استون ویلا مقابل تاتنهام به دلیل موارد گزارش شده کووید-۱۹ در بعضی از بازیکنان استون ویلا به تعویق افتاد و در ۲۱ مارس برگزار شد.[۹۹]
11. ↑  مسابقه استون ویلا مقابل اورتون به دلیل موارد گزارش شده کووید-۱۹ در بعضی از بازیکنان استون ویلا به تعویق افتاد و در ۱۳ مه برگزار شد.[۱۰۰]
12. ↑  دیدار دو تیم تاتنهام هاتسپر ساوتهمپتون به تعویق افتاد و به ۲۱ آوریل در ساعت ۱۸:۰۰ (UTC+۰) موکول شد.[۱۰۱]
13. ↑  بازی ساوتهمپتون مقابل کریستال پالاس به دلیل حضور ساوتهمپتون در نیمه نهایی جام حذفی مقابل لسترسیتی به تعویق افتاد و برای ۱۱ مه در ساعت ۲۰:۰۰ (UTC+۰) موکول شد.[۱۰۲]